# Liste der Gemeinden Westfalens F–K

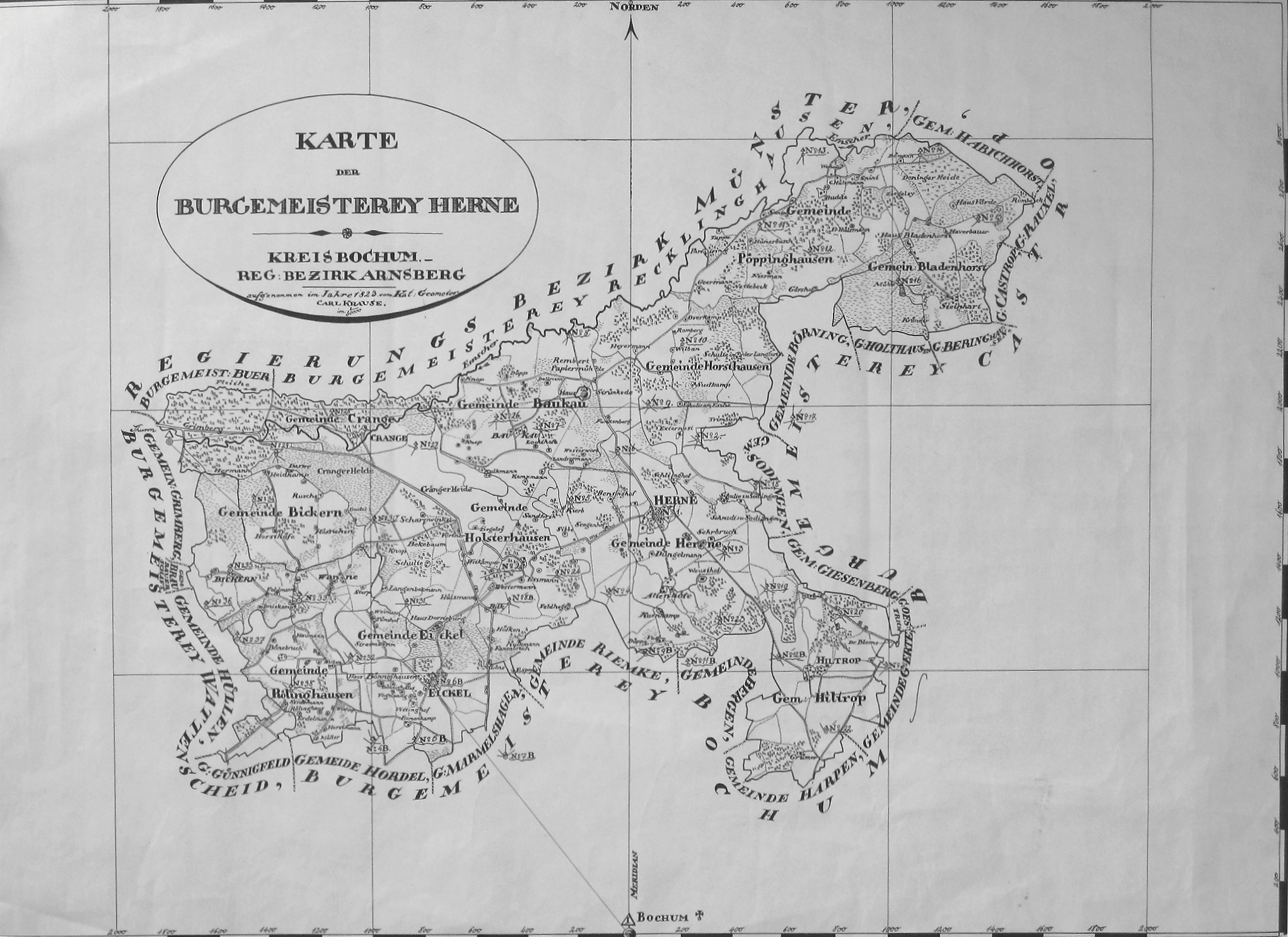
Karte der Burgemeisterey Herne aus dem Jahr 1823, Kreis Bochum, Regierungsbezirk Arnsberg

Diese Liste enthält alle Gemeinden Westfalens mit ihren Gebietsveränderungen ab 1858. Die Gemeinden des lippischen Landesteils werden erst ab ihrer Zugehörigkeit zum Land Nordrhein-Westfalen mit ihren Gebietsänderungen aufgeführt. Die derzeit existierenden selbstständigen Gemeinden werden farblich hervorgehoben. Die Gebiete, die nach Westfalen wechselten, sind grün, diejenigen, die es verließen, rot unterlegt.

## Abkürzungen und Erläuterungen
- A = Auflösung
- ÄK = Änderung der Kreiszugehörigkeit
- Anf. = Anfang
- B = Beitritt (zum Land Nordrhein-Westfalen)
- E = Eingliederung
- FB = Forstbezirk
- GA = Gebietsaustausch
- GB = Gutsbezirk
- GG = gemeindefreies Gebiet
- N = Neubildung
- NÄ = Namensänderung
- NÄK = Namensänderung des zugehörigen Kreises (Landkreises)
- TA = Ausgliederung eines Teils (Teilausgliederung)
- TE = Eingliederung eines Teils (Teileingliederung)
- grt = größtenteils
- t = teilweise

Hochgestellte römische Zahlen
Wenn es mehrere Gemeinden mit demselben Namen gibt, werden diese in der Liste mit Hilfe hochgestellter römischer Zahlen unterschieden.

## Bezeichnungen der Kreise und Landkreise
- Zunächst hieß die Verwaltungseinheit grundsätzlich Kreis. Nur denjenige Kreise, deren Kreisstadt kreisfrei war (einen eigenen Stadtkreis bildete) bzw. aus dem Kreisverband ausschied, trugen die Bezeichnung Landkreis.
- Vom 1. Oktober 1953 bis zum 30. September 1969 war die einheitliche Bezeichnung Landkreis.
- Seit dem 1. Oktober 1969 ist die einheitliche Bezeichnung Kreis.
- Für Kreise/Landkreise wie z. B. den Ennepe-Ruhr-Kreis blieb die Bezeichnung einheitlich Kreis.

## Bezeichnungen der kreisfreien Städte und Stadtkreise
- Die, beginnend mit Dortmund im Jahr 1875, ausgekreisten Städte wurden zu Stadtkreisen.
- Die Stadt Münster, die bereits seit 1816 kreisfrei war, wurde mit der Preußischen Kreisordnung vom 1. April 1887 ebenfalls zu einem Stadtkreis.
- Ab dem 1. Oktober 1953 ist die Bezeichnung kreisfreie Stadt.

## Änderung der Schreibweise der Gemeinden mit C bzw. K
Die Änderung der Schreibweise etlicher Gemeinden mit einem ursprünglichen C, das in ein K geändert wurde, wird in der Liste in der Regel nicht berücksichtigt. Gemeinden, die im 19. Jahrhundert häufig mit C geschrieben wurden, wurden mit Verweis auf die Schreibweise mit K in die Liste aufgenommen. Da die Gemeinde Courl ihre Schreibweise in Kurl (ohne o) änderte, steht sie in beiden Schreibweisen mit den dazugehörenden Angaben in der Liste.

## Liste

### F
| Gemeinde                     | Nr.   | Datum         | Maßnahme; Kreiszugehörigkeit |
| ---------------------------- | ----- | ------------- | --- |
| Fabbenstedt                  | 69013 | 19.03.1858    | Kreis, von 1953 bis 1969 Landkreis Lübbecke |
| Fabbenstedt                  | 69013 | 01.10.1928    | TE < Gutsbezirk Benkhausen |
| Fabbenstedt                  | 69013 | 01.06.1957    | TA > Espelkamp |
| Fabbenstedt                  | 69013 | 01.01.1966    | TA > Espelkamp |
| Fabbenstedt                  | 69013 | 01.01.1973    | A > Espelkamp |
| Falkendiek                   | 48018 | 19.03.1858    | Landkreis, bis 1911 Kreis Herford |
| Falkendiek                   | 48018 | 01.01.1969    | A > Herford |
| Falkenhagen                  | 77024 | 21.01.1947    | B; Landkreis, ab dem 01.10.1969 Kreis Detmold |
| Falkenhagen                  | 77024 | ca. Ende 1967 | E < Forstbezirk Falkenhagen |
| Falkenhagen                  | 77024 | 01.01.1970    | A > Lügde |
| Falkenhagen, Forstbezirk     |       |               | → Forstbezirk Falkenhagen |
| Feldrom                      |       |               | → Kempenfeldrom |
| Fellinghausen                | 66031 | 19.03.1858    | Landkreis, bis 1923 Kreis Siegen |
| Fellinghausen                | 66031 | 01.12.1953    | TA > Kreuztal |
| Fellinghausen                | 66031 | 01.01.1969    | A > Kreuztal |
| Ferndorf                     | 66032 | 19.03.1858    | Landkreis, bis 1923 Kreis Siegen |
| Ferndorf                     | 66032 | 01.01.1969    | A > Kreuztal |
| Feudingen                    | 65018 | 19.03.1858    | Kreis, von 1953 bis 1969 Landkreis Wittgenstein |
| Feudingen                    | 65018 | ca. 1929      | TE < Gutsbezirk Sayn-Wittgenstein-Hohenstein |
| Feudingen                    | 65018 | 01.01.1975    | A > Laasphe |
| Feuersbach                   | 66033 | 19.03.1858    | Landkreis, bis 1923 Kreis Siegen |
| Feuersbach                   | 66033 | 01.01.1969    | A > Siegen |
| Finnentrop                   | 68023 | 01.07.1969    | N < Attendorn-Land (t), Helden (t), Oedingen (t), Schliprüthen und Schönholthausen; Kreis, bis zum 30.09.1969 Landkreis Olpe                                                                                    |
| Finnentrop                   | 68023 | 01.01.1975    | TE < Endorf; TA > Eslohe (Sauerland) (aus Schliprüthen) und SundernI (Sauerland) (aus Schliprüthen) |
| Fischelbach                  | 65019 | 19.03.1858    | Kreis, von 1953 bis 1969 Landkreis Wittgenstein |
| Fischelbach                  | 65019 | ca. 1929      | TE < Gutsbezirk Sayn-Wittgenstein-Hohenstein |
| Fischelbach                  | 65019 | 01.01.1975    | A > Laasphe |
| Flaesheim                    | 58009 | 19.03.1858    | Kreis, von 1901 bis 1969 Landkreis Recklinghausen |
| Flaesheim                    | 58009 | 01.01.1975    | A > Haltern |
| Flammersbach                 | 66034 | 19.03.1858    | Landkreis, bis 1923 Kreis Siegen |
| Flammersbach                 | 66034 | 01.01.1969    | A > Wilnsdorf |
| Fleckenberg                  | 70031 | 1920          | N < Grafschaft (t) und Wormbach (t); Kreis, von 1953 bis 1969 Landkreis Meschede |
| Fleckenberg                  | 70031 | 01.01.1975    | A > Schmallenberg |
| Flerke                       | 59032 | 19.03.1858    | Landkreis, bis 1953 Kreis Soest |
| Flerke                       | 59032 | 01.07.1969    | A > Welver |
| Fley                         | 45014 | 19.03.1858    | Landkreis, bis 1887 Kreis Hagen |
| Fley                         | 45014 | 01.08.1929    | A > HagenII |
| Flierich                     | 47016 | 19.03.1858    | Landkreis, bis 1901 Kreis Hamm |
| Flierich                     | 76016 | 17.10.1930    | NÄK > Landkreis, bis 1953 Kreis Unna |
| Flierich                     | 76016 | 01.01.1968    | A > Bönen |
| Fölsen                       | 62016 | 19.03.1858    | Kreis, von 1953 bis 1969 Landkreis Warburg |
| Fölsen                       | 62016 | 1895          | TA > Gutsbezirk Niesen |
| Fölsen                       | 62016 | 1928          | TE < Gutsbezirk Niesen |
| Fölsen                       | 62016 | 01.01.1975    | A > Willebadessen |
| Förde                        | 68006 | 19.03.1858    | Kreis Olpe |
| Förde                        | 68006 | 24.12.1930    | NÄ > Grevenbrück |
| Forstbezirk Berlebeck        | 77801 | 21.01.1947    | B; Kreis Detmold |
| Forstbezirk Berlebeck        | 77801 | ca. Ende 1967 | A > Berlebeck |
| Forstbezirk Falkenhagen      | 77802 | 21.01.1947    | B; Kreis Detmold |
| Forstbezirk Falkenhagen      | 77802 | ca. Ende 1967 | A > Falkenhagen |
| Forstbezirk Hiddesen         | 77803 | 21.01.1947    | B; Kreis Detmold |
| Forstbezirk Hiddesen         | 77803 | ca. Ende 1967 | A > Hiddesen |
| Forstbezirk Horn             | 77804 | 21.01.1947    | B; Kreis Detmold |
| Forstbezirk Horn             | 77804 | ca. Ende 1967 | A > HornII |
| Forstbezirk Langenholzhausen | 78801 | 21.01.1947    | B; Kreis Lemgo |
| Forstbezirk Langenholzhausen | 78801 | 01.07.1966    | TA > Asendorf, Bentorf, Erder, Heidelbeck, Hohenhausen, Kalldorf, Langenholzhausen, Laßbruch, Matorf, Osterhagen, Silixen, Stemmen und Varenholz                                                                |
| Forstbezirk Langenholzhausen | 78801 | ca. Ende 1967 | A > Langenholzhausen |
| Forstbezirk Schieder         | 77805 | 21.01.1947    | B; Kreis Detmold |
| Forstbezirk Schieder         | 77805 | ca. Ende 1967 | A > Schieder |
| Freckenhorst                 | 63006 | 19.03.1858    | Kreis, von 1953 bis 1969 Landkreis Warendorf |
| Freckenhorst                 | 63006 | 01.04.1929    | TE < Kirchspiel Freckenhorst |
| Freckenhorst                 | 63006 | 01.01.1964    | TE < Kirchspiel Freckenhorst |
| Freckenhorst                 | 63006 | 01.01.1969    | E < Kirchspiel Freckenhorst |
| Freckenhorst                 | 63006 | 01.07.1969    | E < Hoetmar |
| Freckenhorst                 | 63006 | 01.01.1975    | A > Warendorf |
| Freckenhorst, Kirchspiel     |       |               | → Kirchspiel Freckenhorst |
| Fredeburg                    | 70009 | 19.03.1858    | Kreis, von 1953 bis 1969 Landkreis Meschede |
| Fredeburg                    | 70009 | 01.01.1975    | A > Schmallenberg |
| Freienohl                    | 33022 | 19.03.1858    | Landkreis, bis 1953 Kreis Arnsberg |
| Freienohl                    | 33022 | ?             | NÄ > Freienohl (Sauerland) |
| Freienohl (Sauerland)        | 33022 | ?             | NÄ < Freienohl; Kreis, bis 1969 Landkreis Arnsberg |
| Freienohl (Sauerland)        | 33022 | 01.01.1975    | A > Arnsberg und Meschede, Stadt (grt) |
| Freiheit Affeln              | 33001 | 19.03.1858    | Kreis, von 1953 bis 1969 Landkreis Arnsberg |
| Freiheit Affeln              | 33001 | 01.01.1975    | A > Neuenrade |
| Freiheit Bödefeld            | 70002 | 19.03.1858    | Kreis, von 1953 bis 1969 Landkreis Meschede |
| Freiheit Bödefeld            | 70002 | 1885          | TA > Bödefeld-Land |
| Freiheit Bödefeld            | 70002 | 01.01.1975    | A > Schmallenberg |
| Freisenbruch                 | 37022 | 19.03.1858    | Landkreis, bis 1876 Kreis Bochum |
| Freisenbruch                 | 72010 | 01.07.1885    | ÄK > Kreis Hattingen |
| Freisenbruch                 | 72010 | 01.04.1919    | A > Königssteele |
| Freiske                      | 47017 | 19.03.1858    | Landkreis, bis 1901 Kreis Hamm |
| Freiske                      | 76017 | 17.10.1930    | NÄK > Landkreis, bis 1953 Kreis Unna |
| Freiske                      | 76017 | 01.01.1968    | A > Rhynern |
| Freudenberg                  | 66035 | 19.03.1858    | Kreis, von 1923 bis 1969 Landkreis Siegen |
| Freudenberg                  | 66035 | 01.01.1969    | E < Alchen, Bottenberg, Bühl, Büschergrund, Dirlenbach, Heisberg, Hohenhain, Lindenberg, Mausbach, Niederheuslingen, Niederholzklau, Niederndorf, Oberfischbach, Oberheuslingen, Oberholzklau und Plittershagen |
| Freudenberg                  | 85005 | 01.01.1984    | NÄK > Kreis Siegen-Wittgenstein |
| Friedewalde                  | 54015 | 19.03.1858    | Kreis, von 1953 bis 1969 Landkreis Minden |
| Friedewalde                  | 54015 | 01.01.1973    | A > Petershagen |
| Friedrichsdorf               | 64007 | 19.03.1858    | Landkreis, bis 1953 Kreis Wiedenbrück |
| Friedrichsdorf               | 64007 | 01.06.1951    | TE < Avenwedde |
| Friedrichsdorf               | 64007 | 01.01.1970    | A > Gütersloh |
| Frielinghausen               | 47019 | 19.03.1858    | Landkreis, bis 1901 Kreis Hamm |
| Frielinghausen               | 76018 | 17.10.1930    | NÄK > Landkreis, bis 1953 Kreis Unna |
| Frielinghausen               | 76018 | 01.01.1968    | A > UentropII |
| Frille                       | 54016 | 19.03.1858    | Kreis, von 1953 bis 1969 Landkreis Minden |
| Frille                       | 54016 | 01.10.1971    | E < Frille (Landkreis Schaumburg-Lippe, Regierungsbezirk Hannover, Niedersachsen); TE < gemeindefreies Gebiet Baum und Cammer (beide: Landkreis Schaumburg-Lippe, Regierungsbezirk Hannover, Niedersachsen)     |
| Frille                       | 54016 | 01.01.1973    | A > Petershagen |
| Frohlinde                    | 44030 | 19.03.1858    | Landkreis, bis 1875 Kreis Dortmund |
| Frohlinde                    | 44030 | 01.04.1926    | A > Castrop-Rauxel und Westerfilde |
| FrohnhausenI                 | 47020 | 19.03.1858    | Landkreis, bis 1901 Kreis Hamm |
| FrohnhausenI                 | 76019 | 17.10.1930    | NÄK > Landkreis, bis 1953 Kreis Unna |
| FrohnhausenI                 | 76019 | 01.01.1968    | A > Fröndenberg |
| FrohnhausenII                | 62017 | 19.03.1858    | Kreis, von 1953 bis 1969 Landkreis Warburg |
| FrohnhausenII                | 62017 | 01.01.1975    | A > Brakel |
| FrohnhausenIII               | 66036 | 19.03.1858    | Landkreis, bis 1923 Kreis Siegen |
| FrohnhausenIII               | 66036 | 01.01.1969    | A > Netphen |
| Frömern                      | 47021 | 19.03.1858    | Landkreis, bis 1901 Kreis Hamm |
| Frömern                      | 76020 | 17.10.1930    | NÄK > Landkreis, bis 1953 Kreis Unna |
| Frömern                      | 76020 | 01.01.1968    | A > Fröndenberg |
| Fromhausen                   | 77025 | 21.01.1947    | B; Landkreis, ab dem 01.10.1969 Kreis Detmold |
| Fromhausen                   | 77025 | 01.01.1970    | A > Bad Meinberg-Horn |
| Fröndenberg                  | 47022 | 01.04.1902    | N < Dorf Fröndenberg, Stift Fröndenberg und WestickI bei Fröndenberg; Landkreis, bis 1901 Kreis Hamm |
| Fröndenberg                  | 76021 | 17.10.1930    | NÄK > Kreis, von 1953 bis 1969 Landkreis Unna |
| Fröndenberg                  | 76021 | 01.01.1968    | E < AltendorfII, Bausenhagen, FrohnhausenI, Frömern, Langschede, Neimen, Ostbüren, Stentrop, Strickherdicke und Warmen                                                                                          |
| Fröndenberg                  | 76021 | 01.07.1969    | TE < Bentrop |
| Fröndenberg                  | 76021 | 01.06.2003    | NÄ > Fröndenberg/Ruhr |
| Fröndenberg, Dorf            |       |               | → Dorf Fröndenberg |
| Fröndenberg/Ruhr             | 76021 | 01.06.2003    | NÄ < Fröndenberg; Kreis Unna |
| Fröndenberg, Stift           |       |               | → Stift Fröndenberg |
| Frönsberg                    | 50009 | 19.03.1858    | Kreis, von 1907 bis 1969 Landkreis Iserlohn |
| Frönsberg                    | 50009 | 01.01.1975    | A > Hemer |
| Frotheim                     | 69014 | 19.03.1858    | Kreis, von 1953 bis 1969 Landkreis Lübbecke |
| Frotheim                     | 69014 | 01.04.1955    | TE < Isenstedt |
| Frotheim                     | 69014 | 01.01.1966    | TA > Espelkamp |
| Frotheim                     | 69014 | 01.01.1973    | A > Espelkamp (grt) und Lübbecke |
| Füchtorf                     | 63007 | 19.03.1858    | Landkreis, bis 1953 Kreis Warendorf |
| Füchtorf                     | 63007 | 01.07.1969    | A > Sassenberg |
| Fülme                        |       |               | → Eisbergen |
| Fürstenau                    | 49028 | 19.03.1858    | Landkreis, bis 1953 und ab dem 01.10.1969 Kreis Höxter |
| Fürstenau                    | 49028 | 01.01.1970    | A > Höxter |
| Fürstenberg                  | 42016 | 19.03.1858    | Kreis, von 1953 bis 1969 Landkreis Büren |
| Fürstenberg                  | 42016 | 01.01.1975    | A > Marsberg und Wünnenberg (grt) |

### G
| Gemeinde                                | Nr.   | Datum         | Maßnahme; Kreiszugehörigkeit |
| --------------------------------------- | ----- | ------------- | --- |
| Gadderbaum                              | 35036 | 1883          | NÄ < Sandhagen, Gadderbaum und Bleichbezirk; Kreis, von 1878 bis 1969 Landkreis Bielefeld                                                                                            |
| Gadderbaum                              | 35036 | 01.04.1900    | TA > Bielefeld, Brackwede und Sieker |
| Gadderbaum                              | 35036 | 01.01.1973    | A > Bielefeld |
| Gadderbaum-Sandhagen                    |       |               | → Sandhagen, Gadderbaum und Bleichbezirk |
| Gahmen                                  | 44031 | 19.03.1858    | Landkreis, bis 1875 Kreis Dortmund |
| Gahmen                                  | 44031 | 01.10.1923    | A > Lünen |
| Garbeck                                 | 33023 | 19.03.1858    | Kreis, von 1953 bis 1969 Landkreis Arnsberg |
| Garbeck                                 | 33023 | 01.01.1975    | A > Balve (grt) und Hemer |
| Garenfeld                               | 44032 | 19.03.1858    | Landkreis, bis 1875 Kreis Dortmund |
| Garenfeld                               | 73006 | 01.04.1887    | ÄK > Landkreis, bis 1911 Kreis Hörde |
| Garenfeld                               | 50033 | 01.08.1929    | ÄK > Kreis, bis 1969 Landkreis Iserlohn |
| Garenfeld                               | 50033 | 01.01.1975    | A > Dortmund und HagenII (grt) |
| Garfeln                                 | 42017 | 19.03.1858    | Kreis, von 1953 bis 1969 Landkreis Büren |
| Garfeln                                 | 42017 | 01.01.1975    | A > Lippstadt |
| Gartnisch                               | 46010 | 19.03.1858    | Landkreis, bis 1953 Kreis Halle (Westfalen) |
| Gartnisch                               | 46010 | 01.10.1956    | TA > Halle (Westfalen) |
| Gartnisch                               | 46010 | 01.07.1969    | A > Halle (Westfalen) |
| Gehlenbeck                              | 69015 | 19.03.1858    | Kreis, von 1953 bis 1969 Landkreis Lübbecke |
| Gehlenbeck                              | 69015 | 1867          | TA > Eilhausen |
| Gehlenbeck                              | 69015 | 01.01.1973    | A > Lübbecke |
| Gehrden                                 | 62018 | 19.03.1858    | Kreis, von 1953 bis 1969 Landkreis Warburg |
| Gehrden                                 | 62018 | 01.01.1975    | A > Brakel |
| Geisecke                                | 44033 | 19.03.1858    | Landkreis, bis 1875 Kreis Dortmund |
| Geisecke                                | 73007 | 01.04.1887    | ÄK > Landkreis, bis 1911 Kreis Hörde |
| Geisecke                                | 50034 | 01.08.1929    | ÄK > Kreis, bis 1969 Landkreis Iserlohn |
| Geisecke                                | 50034 | 01.01.1975    | A > Schwerte |
| Geisweid                                | 66122 | 11.06.1963    | NÄ < Klafeld; Landkreis Siegen |
| Geisweid                                | 66122 | 01.07.1966    | A > Hüttental |
| Gellershagen                            | 35008 | 19.03.1858    | Landkreis, bis 1878 Kreis Bielefeld |
| Gellershagen                            | 35008 | 01.10.1930    | A > Babenhausen und Bielefeld |
| Gelsenkirchen                           | 37023 | 19.03.1858    | Landkreis, bis 1876 Kreis Bochum |
| Gelsenkirchen                           | 71007 | 01.07.1885    | ÄK > Kreis Gelsenkirchen |
| Gelsenkirchen                           | 07000 | 01.04.1897    | ÄK > Stadtkreis, ab 1953 kreisfreie Stadt Gelsenkirchen |
| Gelsenkirchen                           | 07000 | 01.04.1903    | E < Bismarck, Bulmke, Hessler, Hüllen, Schalke und Ueckendorf |
| Gelsenkirchen                           | 07000 | 01.01.1924    | TE < Rotthausen (Landkreis Essen, Regierungsbezirk Düsseldorf, Rheinprovinz) |
| Gelsenkirchen                           | 07000 | 01.04.1926    | TE < Günnigfeld, Leithe (Westfalen), Röhlinghausen und Wanne |
| Gelsenkirchen                           | 07000 | 01.04.1928    | A > Gelsenkirchen-Buer |
| Gelsenkirchen                           | 27000 | 21.05.1930    | NÄ < Gelsenkirchen-Buer; kreisfreie Stadt Gelsenkirchen |
| Gelsenkirchen                           | 27000 | 01.01.1975    | TE < Altendorf-Ulfkotte |
| Gelsenkirchen                           | 27000 | 01.01.1981    | GA < > Gladbeck |
| Gelsenkirchen-Buer                      | 25000 | 01.04.1928    | N < Buer, Gelsenkirchen und HorstII; Stadtkreis Gelsenkirchen-Buer |
| Gelsenkirchen-Buer                      | 25000 | 21.05.1930    | NÄ > Gelsenkirchen |
| Gemen, Kirchspiel                       |       |               | → Kirchspiel Gemen |
| Gemen, Stadt                            |       |               | → Stadt Gemen |
| Gennebreck                              | 45015 | 19.03.1858    | Landkreis, bis 1887 Kreis Hagen |
| Gennebreck                              | 74001 | 01.04.1887    | ÄK > Kreis Schwelm |
| Gennebreck                              | 75011 | 01.08.1929    | ÄK > Ennepe-Ruhrkreis |
| Gennebreck                              | 75011 | 01.08.1929    | TA > Barmen-Elberfeld (Stadtkreis, Regierungsbezirk Düsseldorf, Rheinprovinz) |
| Gennebreck                              | 75011 | ca. 1946      | NÄK > Ennepe-Ruhr-Kreis |
| Gennebreck                              | 75011 | 01.01.1970    | A > Sprockhövel |
| Gerlingen                               | 59033 | 19.03.1858    | Landkreis, bis 1953 Kreis Soest |
| Gerlingen                               | 59033 | 01.01.1958    | TE < Sieveringen |
| Gerlingen                               | 59033 | 01.07.1969    | A > Ense |
| Germete                                 | 62019 | 19.03.1858    | Kreis, von 1953 bis 1969 Landkreis Warburg |
| Germete                                 | 62019 | 01.01.1975    | A > Warburg |
| Gernheim                                |       |               | → Ovenstädt |
| Gernsdorf                               | 66037 | 19.03.1858    | Landkreis, bis 1923 Kreis Siegen |
| Gernsdorf                               | 66037 | 01.01.1969    | A > Wilnsdorf |
| Gerthe                                  | 37024 | 19.03.1858    | Landkreis, bis 1876 Kreis Bochum |
| Gerthe                                  | 37024 | 01.04.1907    | E < Hiltrop |
| Gerthe                                  | 37024 | 03.02.1914    | TE < HolthausenII bei Castrop |
| Gerthe                                  | 37024 | 01.04.1926    | E < Harpen; TE < Altenbochum, BövinghausenI bei Castrop und Castrop |
| Gerthe                                  | 37024 | 01.08.1929    | A > Bochum und Herne |
| Gescher                                 | 43013 | 19.03.1858    | Kreis, von 1953 bis 1969 Landkreis Coesfeld |
| Gescher                                 | 43013 | 01.07.1969    | E < BürenII, Estern, Harwick, Tungerloh-Capellen und Tungerloh-Pröbsting |
| Gescher                                 | 38046 | 01.01.1975    | ÄK > Kreis Borken |
| Geseke                                  | 51020 | 19.03.1858    | Kreis, von 1953 bis 1969 Landkreis Lippstadt |
| Geseke                                  | 59117 | 01.01.1975    | E < Bönninghausen, Ehringhausen, Eringerfeld, Mönninghausen und Störmede; TE < Bökenförde, Eikeloh, Ermsinghausen und Langeneicke; ÄK > Kreis Soest                                  |
| Gesseln                                 |       |               | → Elsen und Sande |
| Getmold                                 | 69016 | 19.03.1858    | Kreis, von 1953 bis 1969 Landkreis Lübbecke |
| Getmold                                 | 69016 | 01.01.1973    | A > Preußisch Oldendorf (grt) und Stemwede |
| Gevelinghausen                          | 70025 | ca. 1865      | N < Velmede (t); Kreis, von 1953 bis 1969 Landkreis Meschede |
| Gevelinghausen                          | 70025 | 01.04.1910    | TA > Ramsbeck |
| Gevelinghausen                          | 70025 | 01.01.1975    | A > Bestwig und Olsberg (grt) |
| Gevelsberg                              | 45046 | 01.05.1867    | NÄ < Mylinghausen; Landkreis Hagen |
| Gevelsberg                              | 74002 | 01.04.1887    | ÄK > Kreis Schwelm |
| Gevelsberg                              | 75012 | 01.08.1929    | ÄK > Ennepe-Ruhrkreis |
| Gevelsberg                              | 75012 | 01.04.1935    | GA < > Milspe |
| Gevelsberg                              | 75012 | ca. 1946      | NÄK > Ennepe-Ruhr-Kreis |
| Gevelsberg                              | 75012 | 01.01.1970    | TE < AsbeckIII, BergeII, Haßlinghausen, Linderhausen und Silschede |
| Geweckenhorst                           |       |               | → Langenberg |
| Giershagen                              | 40023 | 19.03.1858    | Kreis, von 1953 bis 1969 Landkreis Brilon |
| Giershagen                              | 40023 | 01.04.1900    | TA > Bredelar |
| Giershagen                              | 40023 | 01.01.1975    | A > Marsberg |
| Giesenberg-Sodingen                     | 44034 | 19.03.1858    | Landkreis, bis 1875 Kreis Dortmund |
| Giesenberg-Sodingen                     | 44034 | 30.05.1913    | NÄ > Sodingen |
| Gilsbach                                | 66038 | 19.03.1858    | Landkreis, bis 1923 Kreis Siegen |
| Gilsbach                                | 66038 | 01.01.1969    | A > Burbach |
| Gimbte                                  | 55008 | 19.03.1858    | Kreis, von 1953 bis 1969 Landkreis Münster |
| Gimbte                                  | 55008 | 01.01.1975    | A > Greven (grt) und Münster |
| Girkhausen                              | 65020 | 19.03.1858    | Kreis, von 1953 bis 1969 Landkreis Wittgenstein |
| Girkhausen                              | 65020 | 01.01.1965    | TE < Gutsbezirk Sayn-Wittgenstein-Berleburg |
| Girkhausen                              | 65020 | 01.01.1975    | A > Bad Berleburg (grt) und Winterberg |
| Gladbeck                                |       | 19.03.1858    | Landkreis, bis 1901 Kreis Recklinghausen |
| Gladbeck                                | 18000 | 01.01.1921    | ÄK > kreisfreie Stadt, bis 1953 Stadtkreis Gladbeck |
| Gladbeck                                | 18000 | 01.01.1975    | A > Bottrop |
| Gladbeck                                | 28000 | 06.12.1975    | N < Bottrop (t); kreisfreie Stadt Gladbeck |
| Gladbeck                                | 58037 | 01.07.1976    | ÄK > Kreis Recklinghausen |
| Gladbeck                                | 58037 | 01.01.1981    | GA < > Gelsenkirchen |
| Godelheim                               | 49029 | 19.03.1858    | Landkreis, bis 1953 und ab dem 01.10.1969 Kreis Höxter |
| Godelheim                               | 49029 | 01.01.1970    | A > Höxter |
| Gohfeld                                 | 48019 | 19.03.1858    | Landkreis, bis 1911 Kreis Herford |
| Gohfeld                                 | 48019 | 1860          | TA > Bad Oeynhausen |
| Gohfeld                                 | 48019 | 01.01.1969    | A > Löhne |
| Goldschmieding                          |       |               | → Rauxel |
| Gorspen-Vahlsen                         | 54017 | 19.03.1858    | Kreis, von 1953 bis 1969 Landkreis Minden |
| Gorspen-Vahlsen                         | 54017 | 01.01.1973    | A > Petershagen |
| Gosenbach                               | 66039 | 19.03.1858    | Landkreis, bis 1923 Kreis Siegen |
| Gosenbach                               | 66039 | 01.07.1966    | A > Eiserfeld |
| Göstrup                                 | 78023 | 21.01.1947    | B; Kreis Lemgo |
| Göstrup                                 | 78023 | 01.01.1969    | A > Extertal |
| Gräfinghagen                            |       |               | → Lämershagen-Gräfinghagen |
| Grafschaft                              | 70010 | 19.03.1858    | Kreis, von 1953 bis 1969 Landkreis Meschede |
| Grafschaft                              | 70010 | 1920          | TA > Fleckenberg |
| Grafschaft                              | 70010 | 01.01.1975    | A > Schmallenberg |
| Grastrup-Hölsen                         | 78024 | 21.01.1947    | B; Kreis Lemgo |
| Grastrup-Hölsen                         | 78024 | 01.01.1969    | A > Bad Salzuflen |
| Greffen                                 | 63008 | 19.03.1858    | Kreis, von 1953 bis 1969 Landkreis Warendorf |
| Greffen                                 | 63008 | 01.01.1973    | A > Harsewinkel |
| Greste                                  | 78025 | 21.01.1947    | B; Kreis Lemgo |
| Greste                                  | 78025 | 01.01.1969    | A > Leopoldshöhe |
| Grevel                                  | 44035 | 19.03.1858    | Landkreis, bis 1875 Kreis Dortmund |
| Grevel                                  | 44035 | 01.04.1928    | A > Dortmund |
| Greven                                  | 55009 | 19.03.1858    | Kreis, bis 1969 Landkreis Münster |
| Greven                                  | 55009 | 01.10.1894    | TA > Greven links der Ems und Greven rechts der Ems |
| Greven                                  | 55009 | 10.08.1952    | E < Greven links der Ems und Greven rechts der Ems |
| Greven                                  | 55009 | 01.01.1964    | TE < Nordwalde |
| Greven                                  | 60028 | 01.01.1975    | TE < Gimbte und Saerbeck; GA < > Ladbergen; TA > Emsdetten, Münster und Telgte; ÄK > Kreis Steinfurt                                                                                 |
| Grevenbrück                             | 68022 | 24.12.1930    | NÄ < Förde; Landkreis, bis 1953 Kreis Olpe |
| Grevenbrück                             | 68022 | 01.07.1969    | A > Attendorn und Lennestadt |
| Grevenhagen                             | 77026 | 21.01.1947    | B; Landkreis, ab dem 01.10.1969 Kreis Detmold |
| Grevenhagen                             | 77026 | 01.01.1970    | A > Steinheim |
| Greven links der Ems                    | 55027 | 01.10.1894    | N < Greven (t); Landkreis Münster |
| Greven links der Ems                    | 55027 | 10.08.1952    | A > Greven |
| Greven rechts der Ems                   | 55028 | 01.10.1894    | N < Greven (t); Landkreis Münster |
| Greven rechts der Ems                   | 55028 | 10.08.1952    | A > Greven |
| Grevenstein                             | 33024 | 19.03.1858    | Kreis, von 1953 bis 1969 Landkreis Arnsberg |
| Grevenstein                             | 33024 | 01.01.1975    | A > Meschede, Stadt |
| Grimberg                                |       |               | → Braubauerschaft |
| Grimlinghausen                          | 40024 | 19.03.1858    | Kreis, von 1953 bis 1969 Landkreis Brilon |
| Grimlinghausen                          | 40024 | 01.01.1975    | A > Bestwig (grt) und Olsberg |
| Grimminghausen                          |       |               | → Mennighüffen |
| Grissenbach                             | 66040 | 19.03.1858    | Landkreis, bis 1923 Kreis Siegen |
| Grissenbach                             | 66040 | 01.01.1969    | A > Netphen |
| Gröblingen                              | 63009 | 19.03.1858    | Landkreis, bis 1953 Kreis Warendorf |
| Gröblingen                              | 63009 | 01.04.1938    | TA > Warendorf |
| Gröblingen                              | 63009 | 01.07.1969    | A > Sassenberg (grt) und Warendorf |
| Gronau (Westfalen)                      | 31011 | 19.03.1858    | Kreis, von 1953 bis 1969 Landkreis Ahaus |
| Gronau (Westfalen)                      | 31011 | 01.04.1898    | TE < Kirchspiel Epe |
| Gronau (Westfalen)                      | 38047 | 01.01.1975    | E < Epe; ÄK > Kreis Borken |
| Grönebach                               | 40025 | 19.03.1858    | Kreis, von 1953 bis 1969 Landkreis Brilon |
| Grönebach                               | 40025 | 01.01.1975    | A > Winterberg |
| Groppel                                 |       |               | → Herzebrock |
| Groppenbruch                            | 44036 | 19.03.1858    | Landkreis, bis 1875 Kreis Dortmund |
| Groppenbruch                            | 44036 | 27.10.1917    | A > Mengede |
| Großdornberg                            | 35009 | 19.03.1858    | Kreis, von 1953 bis 1969 Landkreis Bielefeld |
| Großdornberg                            | 35009 | 01.10.1930    | TA > Bielefeld |
| Großdornberg                            | 35009 | 01.01.1973    | A > Bielefeld |
| Großenbach                              | 65021 | 19.03.1858    | Kreis, von 1953 bis 1969 Landkreis Wittgenstein |
| Großenbach                              | 65021 | 01.01.1975    | A > Laasphe |
| Großenbreden                            | 49030 | 19.03.1858    | Landkreis, bis 1953 und ab dem 01.10.1969 Kreis Höxter |
| Großenbreden                            | 49030 | 01.01.1970    | A > Marienmünster |
| Großendorf                              | 69017 | 19.03.1858    | Kreis Lübbecke |
| Großendorf                              | 69017 | 01.04.1910    | A > Espelkamp und Rahden (grt) |
| Großeneder                              | 62020 | 19.03.1858    | Kreis, von 1953 bis 1969 Landkreis Warburg |
| Großeneder                              | 62020 | 01.01.1975    | A > Borgentreich |
| Großenheerse                            | 54018 | 19.03.1858    | Kreis, von 1953 bis 1969 Landkreis Minden |
| Großenheerse                            | 54018 | 01.01.1973    | A > Petershagen |
| Großenmarpe                             | 77027 | 21.01.1947    | B; Landkreis, ab dem 01.10.1969 Kreis Detmold |
| Großenmarpe                             | 77027 | 01.01.1970    | A > Blomberg |
| Groß Reken                              | 38012 | 19.03.1858    | Landkreis, bis 1953 Kreis Borken |
| Groß Reken                              | 38012 | 01.07.1969    | A > Reken |
| Grumme                                  | 37025 | 19.03.1858    | Landkreis, bis 1876 Kreis Bochum |
| Grumme                                  | 37025 | 01.04.1904    | A > Bochum |
| Grund                                   | 66041 | 19.03.1858    | Landkreis, bis 1923 Kreis Siegen |
| Grund                                   | 66041 | 01.01.1969    | A > Hilchenbach |
| Grundschöttel                           | 45016 | 19.03.1858    | Landkreis, bis 1887 Kreis Hagen |
| Grundschöttel                           | 75013 | 01.08.1929    | ÄK > Ennepe-Ruhrkreis |
| Grundschöttel                           | 75013 | 19.01.1939    | A > Volmarstein |
| Grundsteinheim                          | 42018 | 19.03.1858    | Kreis, von 1953 bis 1969 Landkreis Büren |
| Grundsteinheim                          | 42018 | 01.01.1975    | A > Lichtenau |
| Grütlohn                                | 38013 | 19.03.1858    | Landkreis, bis 1953 Kreis Borken |
| Grütlohn                                | 38013 | 01.07.1969    | A > Borken |
| Günne                                   | 59034 | 19.03.1858    | Landkreis, bis 1953 Kreis Soest |
| Günne                                   | 59034 | ?             | NÄ > Günne (Möhnesee) |
| Günne (Möhnesee)                        | 59034 | ?             | NÄ < Günne; Landkreis Soest |
| Günne (Möhnesee)                        | 59034 | 01.07.1969    | A > Möhnesee |
| Günnigfeld                              | 37026 | 19.03.1858    | Landkreis, bis 1876 Kreis Bochum |
| Günnigfeld                              | 71008 | 01.07.1885    | ÄK > Landkreis, bis 1897 Kreis Gelsenkirchen |
| Günnigfeld                              | 71008 | 01.04.1926    | A > Gelsenkirchen, Wanne-Eickel und Wattenscheid |
| Gütersloh                               | 64009 | 19.03.1858    | Kreis, von 1953 bis 1969 Landkreis Wiedenbrück |
| Gütersloh                               | 64009 | 1868          | TE < Gütersloh-Land |
| Gütersloh                               | 64009 | 01.04.1910    | E < Gütersloh-Land; TE < Kattenstroth-Spexard |
| Gütersloh                               | 64009 | 01.04.1939    | TE < Marienfeld |
| Gütersloh                               | 64009 | 01.12.1943    | TE < Herzebrock |
| Gütersloh                               | 64009 | 01.01.1970    | E < Avenwedde, Ebbesloh, Friedrichsdorf, Hollen, Niehorst und Spexard; TE < Isselhorst, Nordrheda-Ems, Ummeln, Varensell und Verl; GA < > Herzebrock                                 |
| Gütersloh                               | 80002 | 01.01.1973    | TE < Senne I; ÄK > Kreis Gütersloh |
| Gütersloh                               | 80002 | 01.07.1979    | TE < Rheda-Wiedenbrück |
| Gütersloh-Land                          | 64008 | 19.03.1858    | Kreis Wiedenbrück |
| Gütersloh-Land                          | 64008 | 1868          | TA > Gütersloh |
| Gütersloh-Land                          | 64008 | 01.04.1910    | A > Gütersloh |
| Gutsbezirk Abbenburg-Bökerhof           | 49901 | 1864          | N < Bökendorf (t); Kreis Höxter |
| Gutsbezirk Abbenburg-Bökerhof           | 49901 | 01.10.1928    | A > Bökendorf |
| Gutsbezirk Alme                         | 40901 | 19.03.1858    | Landkreis Brilon |
| Gutsbezirk Alme                         | 40901 | 30.09.1928    | A > Alme |
| Gutsbezirk Beck                         | 48905 | ca. 1900      | N < Gutsbezirk Beck-Ulenburg (t); Landkreis, bis 1911 Kreis Herford |
| Gutsbezirk Beck                         | 48905 | 01.01.1929    | A > Ulenburg |
| Gutsbezirk Beck-Ulenburg                | 48901 | 19.03.1858    | Kreis Herford |
| Gutsbezirk Beck-Ulenburg                | 48901 | ca. 1900      | A > Gutsbezirk Beck und Gutsbezirk Ulenburg |
| Gutsbezirk Benkhausen                   | 69901 | 19.03.1858    | Landkreis Lübbecke |
| Gutsbezirk Benkhausen                   | 69901 | 01.01.1928    | A > Alswede und Fabbenstedt |
| Gutsbezirk Brincke                      | 46901 | 1859          | N < Barnhausen (t); Kreis Halle (Westfalen) |
| Gutsbezirk Brincke                      | 46901 | 01.10.1928    | A > Barnhausen |
| Gutsbezirk Brügge                       | 47901 | 19.03.1858    | Landkreis, bis 1901 Kreis Hamm |
| Gutsbezirk Brügge                       | 47901 | 20.09.1928    | A > Bramey-Lenningsen |
| Gutsbezirk Dinkelburg                   | 62901 | 19.03.1858    | Kreis Warburg |
| Gutsbezirk Dinkelburg                   | 62901 | ca. 1890      | TA > Borgentreich |
| Gutsbezirk Dinkelburg                   | 62901 | 07.08.1920    | A > KörbeckeII |
| Gutsbezirk Ellerburg                    | 69902 | 19.03.1858    | Kreis Lübbecke |
| Gutsbezirk Ellerburg                    | 69902 | 01.10.1928    | A > Alswede und Hedem |
| Gutsbezirk Eringerfeld                  | 51901 | 26.01.1898    | N < Langeneicke (t), Langenstraße-Heddinghausen (t), Oestereiden (t) und Störmede (t); Kreis Lippstadt                                                                               |
| Gutsbezirk Eringerfeld                  | 51901 | 30.09.1928    | NÄ > Eringerfeld |
| Gutsbezirk Haldem                       | 69903 | 19.03.1858    | Landkreis Lübbecke |
| Gutsbezirk Haldem                       | 69903 | 01.10.1928    | A > Haldem |
| Gutsbezirk Hollwinkel                   | 48902 | 19.03.1858    | Landkreis, bis 1911 Kreis Herford |
| Gutsbezirk Hollwinkel                   | 48902 | 01.10.1928    | A > Hedem |
| Gutsbezirk Hüffe                        | 69904 | 19.03.1858    | Kreis Lübbecke |
| Gutsbezirk Hüffe                        | 69904 | 01.10.1928    | A > Lashorst |
| Gutsbezirk Melschede                    | 33901 | ca. 1880      | N < HövelI (t); Kreis Arnsberg |
| Gutsbezirk Melschede                    | 33901 | 30.09.1928    | A > HövelI |
| Gutsbezirk Niedermühlen                 |       |               | → Bielefeld |
| Gutsbezirk Niesen                       | 62903 | 1895          | N < Fölsen (t), HelmernI (t), Niesen (t) und Willebadessen (t); Landkreis Warburg |
| Gutsbezirk Niesen                       | 62903 | 1928          | A > Fölsen und Niesen |
| Gutsbezirk Oberbehme                    | 48903 | 19.03.1858    | Landkreis, bis 1911 Kreis Herford |
| Gutsbezirk Oberbehme                    | 48903 | 30.06.1929    | A > Kirchlengern |
| Gutsbezirk Patthorst                    | 46902 | 1859          | N < Brockhagen (t); Kreis Halle (Westfalen) |
| Gutsbezirk Patthorst                    | 46902 | 01.10.1928    | A > Brockhagen |
| Gutsbezirk Sayn-Wittgenstein-Berleburg  | 65901 | 19.03.1858    | Landkreis, bis 1953 Kreis Wittgenstein |
| Gutsbezirk Sayn-Wittgenstein-Berleburg  | 65901 | ca. 1929      | TA > Aue, Berleburg, Birkelbach, Dotzlar, Schüllar, Wingeshausen und Wunderthausen                                                                                                   |
| Gutsbezirk Sayn-Wittgenstein-Berleburg  | 65901 | 01.10.1956    | TA > Birkelbach |
| Gutsbezirk Sayn-Wittgenstein-Berleburg  | 65901 | 01.01.1965    | A > Aue, BerghausenII, Berleburg, Birkefehl, Birkelbach, Diedenshausen, Girkhausen, Mollseifen, Schüllar, Wemlighausen, Wingeshausen, Womelsdorf und Wunderthausen                   |
| Gutsbezirk Sayn-Wittgenstein-Hohenstein | 65902 | 19.03.1858    | Landkreis, bis 1953 Kreis Wittgenstein |
| Gutsbezirk Sayn-Wittgenstein-Hohenstein | 65902 | ca. 1929      | TA > Amtshausen, Banfe, Benfe, Elsoff, Feudingen, Fischelbach, Herbertshausen, Hesselbach, Kunst Wittgenstein, Laasphe, Richstein, Saßmannshausen, Schwarzenau, Stünzel und Volkholz |
| Gutsbezirk Sayn-Wittgenstein-Hohenstein | 65902 | 10.10.1952    | TA > Benfe und Kunst Wittgenstein |
| Gutsbezirk Sayn-Wittgenstein-Hohenstein | 65902 | ca. Ende 1967 | A > ? |
| Gutsbezirk Schweckhausen                | 62902 | 19.03.1858    | Kreis Warburg |
| Gutsbezirk Schweckhausen                | 62902 | 1928          | A > Schweckhausen |
| Gutsbezirk Steinlake                    | 48904 | 19.03.1858    | Landkreis, bis 1911 Kreis Herford |
| Gutsbezirk Steinlake                    | 48904 | 30.06.1929    | A > Kirchlengern |
| Gutsbezirk Ulenburg                     | 48906 | ca. 1900      | N < Gutsbezirk Beck-Ulenburg (t); Landkreis, bis 1911 Kreis Herford |
| Gutsbezirk Ulenburg                     | 48906 | 01.01.1929    | A > Ulenburg |
| Gutsbezirk Wietersheim                  | 54901 | 19.03.1858    | Kreis Minden |
| Gutsbezirk Wietersheim                  | 54901 | 01.07.1920    | A > Wietersheim |
| Gysenberg                               |       |               | → Giesenberg-Sodingen |

### H

#### Ha
| Gemeinde                | Nr.   | Datum      | Maßnahme; Kreiszugehörigkeit |
| ----------------------- | ----- | ---------- | --- |
| Haar                    |       |            | → Stiepel |
| Haarbrück               | 49031 | 19.03.1858 | Landkreis, bis 1953 und ab dem 01.10.1969 Kreis Höxter |
| Haarbrück               | 49031 | 01.01.1970 | A > Beverungen |
| HaarenI                 | 42019 | 19.03.1858 | Kreis, von 1953 bis 1969 Landkreis Büren |
| HaarenI                 | 42019 | 01.04.1935 | TA > Wewelsburg |
| HaarenI                 | 42019 | 01.01.1975 | A > Wünnenberg |
| HaarenII                | 47023 | 19.03.1858 | Landkreis, bis 1901 Kreis Hamm |
| HaarenII                | 76022 | 17.10.1930 | NÄK > Landkreis, bis 1953 Kreis Unna |
| HaarenII                | 76022 | 01.01.1968 | A > UentropII |
| Haarhausen              | 66042 | 19.03.1858 | Landkreis, bis 1923 Kreis Siegen |
| Haarhausen              | 66042 | 01.08.1930 | A > Allenbach |
| Habinghorst             | 44037 | 19.03.1858 | Landkreis, bis 1875 Kreis Dortmund |
| Habinghorst             | 44037 | 01.04.1926 | A > Castrop-Rauxel |
| Hachen                  | 33025 | 19.03.1858 | Kreis, von 1953 bis 1969 Landkreis Arnsberg |
| Hachen                  | 33025 | 01.01.1975 | A > SundernI (Sauerland) |
| Hacheney                | 44038 | 19.03.1858 | Landkreis, bis 1875 Kreis Dortmund |
| Hacheney                | 73008 | 01.04.1887 | ÄK > Landkreis, bis 1911 Kreis Hörde |
| Hacheney                | 73008 | 01.05.1922 | A > Wellinghofen |
| Haddenhausen            | 54019 | 19.03.1858 | Kreis, von 1953 bis 1969 Landkreis Minden |
| Haddenhausen            | 54019 | 01.01.1973 | A > Minden |
| Hadem                   | 66043 | 19.03.1858 | Landkreis, bis 1923 Kreis Siegen |
| Hadem                   | 66043 | 01.01.1969 | A > Hilchenbach |
| Hagedorn                | 49032 | 19.03.1858 | Landkreis, bis 1953 und ab dem 01.10.1969 Kreis Höxter |
| Hagedorn                | 49032 | 01.01.1970 | A > Steinheim |
| HagenI                  | 33026 | 19.03.1858 | Kreis, von 1953 bis 1969 Landkreis Arnsberg |
| HagenI                  | 33026 | 01.01.1975 | A > SundernI (Sauerland) |
| HagenII                 | 45017 | 19.03.1858 | Kreis Hagen |
| HagenII                 | 45017 | 01.01.1876 | E < Eilpe und Wehringhausen |
| HagenII                 | 06000 | 01.04.1887 | ÄK > Stadtkreis, ab 1953 kreisfreie Stadt Hagen |
| HagenII                 | 06000 | 01.04.1901 | E < Delstern, Eckesey und Eppenhausen; TE < Waldbauer |
| HagenII                 | 06000 | 01.08.1929 | E < Boele, Fley, Halden, Haspe, Herbeck, HolthausenIV und Vorhalle; TE < Volmarstein |
| HagenII                 | 06000 | 01.01.1970 | TE < DahlI, Ennepetal und Waldbauer |
| HagenII                 | 06000 | 18.12.1970 | TA > Waldbauer |
| HagenII                 | 06000 | 01.01.1975 | E < Berchum und Hohenlimburg; TE < Breckerfeld (DahlI und aus Schalksmühle), Dortmund, Ennepetal, Garenfeld, Nachrodt-Wiblingwerde und Waldbauer                                        |
| HagenIII                | 56010 | 19.03.1858 | Kreis, von 1953 bis 1969 Landkreis Paderborn |
| HagenIII                | 56010 | 1884       | TA > Mantinghausen |
| HagenIII                | 56010 | 01.07.1966 | TE < Delbrück |
| HagenIII                | 56010 | 01.01.1975 | A > Delbrück |
| HagenIV                 | 77028 | 21.01.1947 | B; Landkreis, ab dem 01.10.1969 Kreis Detmold |
| HagenIV                 | 77028 | 01.01.1970 | A > Lage |
| Häger                   | 46011 | 19.03.1858 | Kreis, von 1953 bis 1969 Landkreis Halle (Westfalen) |
| Häger                   | 46011 | 31.12.1962 | GA < > SchröttinghausenI |
| Häger                   | 46011 | 01.01.1973 | A > Bielefeld und Werther (Westfalen) (grt) |
| Hahlen                  | 54020 | 19.03.1858 | Kreis, von 1953 bis 1969 Landkreis Minden |
| Hahlen                  | 54020 | 01.01.1973 | A > Hille und Minden (grt) |
| Hainchen                | 66044 | 19.03.1858 | Landkreis, bis 1923 Kreis Siegen |
| Hainchen                | 66044 | 01.01.1969 | A > Netphen |
| Hakedahl                | 77029 | 21.01.1947 | B; Landkreis, ab dem 01.10.1969 Kreis Detmold |
| Hakedahl                | 77029 | 01.01.1970 | A > Detmold |
| Hakenberg               | 42020 | 19.03.1858 | Kreis, von 1953 bis 1969 Landkreis Büren |
| Hakenberg               | 42020 | 01.01.1975 | A > Lichtenau |
| Halbeswig               | 70026 | ca. 1865   | N < Velmede (t); Kreis Meschede |
| Halbeswig               | 70026 | 01.04.1938 | A > Velmede |
| Haldem                  | 68018 | 19.03.1858 | Kreis, von 1953 bis 1969 Landkreis Lübbecke |
| Haldem                  | 68018 | 01.10.1928 | E < Gutsbezirk Haldem |
| Haldem                  | 68018 | 01.01.1973 | A > Stemwede |
| Haldem, Gutsbezirk      |       |            | → Gutsbezirk Haldem |
| Halden                  | 45018 | 19.03.1858 | Landkreis, bis 1887 Kreis Hagen |
| Halden                  | 45018 | 01.08.1929 | A > HagenII |
| Halingen                | 50010 | 19.03.1858 | Kreis, von 1907 bis 1969 Landkreis Iserlohn |
| Halingen                | 50010 | 01.04.1951 | TA > Sümmern |
| Halingen                | 50010 | 01.01.1975 | A > Menden (Sauerland) |
| Hallenberg              | 40026 | 19.03.1858 | Kreis, von 1953 bis 1969 Landkreis Brilon |
| Hallenberg              | 83005 | 01.01.1975 | E < Braunshausen, Hesborn und Liesen; ÄK > Hochsauerlandkreis |
| Halle (Westfalen)       | 46012 | 19.03.1858 | Kreis, von 1953 bis 1969 Landkreis Halle (Westfalen) |
| Halle (Westfalen)       | 46012 | 1935       | TE < OldendorfII bei Halle |
| Halle (Westfalen)       | 46012 | 01.10.1938 | E < OldendorfII bei Halle |
| Halle (Westfalen)       | 46012 | 01.10.1956 | TE < Gartnisch |
| Halle (Westfalen)       | 46012 | 01.07.1969 | E < Ascheloh, Eggeberg und Gartnisch |
| Halle (Westfalen)       | 80003 | 01.01.1973 | E < BokelI, Hesseln, HörsteII und Künsebeck; TE < Amshausen, Borgholzhausen (aus Wichlinghausen), Brockhagen, Kölkebeck und Theenhausen; TA > Werther (Westfalen); ÄK > Kreis Gütersloh |
| Halle (Westfalen)       | 80003 | 01.01.1976 | GA < > Steinhagen |
| Haltern                 | 43015 | 19.03.1858 | Kreis Coesfeld |
| Haltern                 | 58032 | 01.08.1929 | ÄK > Kreis, bis 1969 Landkreis Recklinghausen |
| Haltern                 | 58032 | 01.04.1931 | TE < Kirchspiel Haltern |
| Haltern                 | 58032 | 01.01.1975 | E < Flaesheim, HammII, Hullern und Lippramsdorf; TE < Kirchspiel Dülmen, Kirchspiel Haltern                                                                                             |
| Haltern                 | 58032 | 01.01.1986 | TE < Dorsten |
| Haltern                 | 58032 | 01.12.2001 | NÄ > Haltern am See |
| Haltern am See          | 58032 | 01.12.2001 | NÄ < Haltern; Kreis Recklinghausen |
| Haltern, Kirchspiel     |       |            | → Kirchspiel Haltern |
| Halver                  | 32003 | 19.03.1858 | Landkreis, bis 1953 Kreis Altena |
| Halver                  | 32003 | 01.10.1912 | TA > Schalksmühle |
| Halver                  | 79002 | 01.01.1969 | TE < Kierspe und Lüdenscheid-Land; ÄK > Kreis, bis zum 30.09.1969 Landkreis Lüdenscheid                                                                                                 |
| Halver                  | 84003 | 01.01.1975 | ÄK > Märkischer Kreis |
| Halverde                | 61004 | 19.03.1858 | Kreis, von 1953 bis 1969 Landkreis Tecklenburg |
| Halverde                | 61004 | 01.01.1975 | A > Hopsten |
| Hamlingdorf             | 46013 | 19.03.1858 | Landkreis, bis 1953 Kreis Halle (Westfalen) |
| Hamlingdorf             | 46013 | 01.07.1969 | A > Borgholzhausen |
| HammI                   | 47024 | 19.03.1858 | Kreis Hamm |
| HammI                   | 09000 | 01.04.1901 | ÄK > Stadtkreis, ab 1953 kreisfreie Stadt Hamm |
| HammI                   | 09000 | 01.01.1923 | GA < > Heessen |
| HammI                   | 09000 | 01.04.1939 | TE < Mark; GA < > Werries; TA > Westtünnen |
| HammI                   | 09000 | 01.01.1968 | E < BergeIII und Westtünnen; TE < Braam-Ostwennemar, Herringen, Rhynern und Wiescherhöfen; TA > Pelkum                                                                                  |
| HammI                   | 09000 | 01.01.1975 | E < Bockum-Hövel, Pelkum und UentropII; TE < Ahlen (aus Altahlen), Heessen und Rhynern                                                                                                  |
| HammII                  | 58010 | 19.03.1858 | Kreis, von 1901 bis 1969 Landkreis Recklinghausen |
| HammII                  | 58010 | 01.01.1975 | A > Haltern und Marl (grt) |
| Hamme                   | 37027 | 19.03.1858 | Landkreis, bis 1876 Kreis Bochum |
| Hamme                   | 37027 | 01.04.1904 | A > Bochum |
| Hampenhausen            | 62021 | 19.03.1858 | Kreis, von 1953 bis 1969 Landkreis Warburg |
| Hampenhausen            | 62021 | 01.01.1975 | A > Brakel |
| Handorf                 | 55010 | 19.03.1858 | Landkreis, ab 1969 Kreis Münster |
| Handorf                 | 55010 | 01.01.1975 | A > Münster (grt) und Telgte |
| Hardehausen, Rittergut  |       |            | → Scherfede |
| Hardissen               | 77030 | 21.01.1947 | B; Landkreis, ab dem 01.10.1969 Kreis Detmold |
| Hardissen               | 77030 | 01.01.1970 | A > Lage |
| Harlinghausen           | 69019 | 19.03.1858 | Kreis, von 1953 bis 1969 Landkreis Lübbecke |
| Harlinghausen           | 69019 | 01.01.1973 | A > Preußisch Oldendorf |
| Harpen                  | 37028 | 19.03.1858 | Landkreis, bis 1876 Kreis Bochum |
| Harpen                  | 37028 | 01.04.1926 | A > Gerthe |
| Harsewinkel             | 63011 | 19.03.1858 | Kreis, von 1953 bis 1969 Landkreis Warendorf |
| Harsewinkel             | 63011 | 01.04.1937 | E < Kirchspiel Harsewinkel |
| Harsewinkel             | 80004 | 01.01.1973 | E < Greffen und Marienfeld; ÄK > Kreis Gütersloh |
| Harsewinkel, Kirchspiel |       |            | → Kirchspiel Harsewinkel |
| Harth                   | 42021 | 19.03.1858 | Kreis, von 1953 bis 1969 Landkreis Büren |
| Harth                   | 42021 | 01.01.1975 | A > BürenI |
| Hartum                  | 54021 | 19.03.1858 | Kreis, von 1953 bis 1969 Landkreis Minden |
| Hartum                  | 54021 | 01.01.1973 | A > Hille (grt) und Minden |
| Harwick                 | 43016 | 19.03.1858 | Landkreis, bis 1953 Kreis Coesfeld |
| Harwick                 | 43016 | 01.07.1969 | A > Gescher |
| Harzberg                | 49033 | 19.03.1858 | Landkreis, bis 1953 und ab dem 01.10.1969 Kreis Höxter |
| Harzberg                | 49033 | 01.01.1970 | A > Lügde |
| Hasenkamp               |       |            | → Dankersen |
| Haspe                   | 45019 | 19.03.1858 | Landkreis, bis 1887 Kreis Hagen |
| Haspe                   | 45019 | 27.07.1894 | TE < Volmarstein |
| Haspe                   | 45019 | 01.04.1898 | E < Westerbauer |
| Haspe                   | 45019 | 01.08.1929 | A > HagenII |
| Haßlinghausen           | 45020 | 19.03.1858 | Landkreis, bis 1887 Kreis Hagen |
| Haßlinghausen           | 74003 | 01.04.1887 | ÄK > Kreis Schwelm |
| Haßlinghausen           | 75014 | 01.08.1929 | ÄK > Ennepe-Ruhrkreis |
| Haßlinghausen           | 75014 | ca. 1946   | NÄK > Ennepe-Ruhr-Kreis |
| Haßlinghausen           | 75014 | 01.01.1970 | TA > Wuppertal (kreisfreie Stadt, Regierungsbezirk Düsseldorf, Landschaftsverband Rheinland)                                                                                            |
| Haßlinghausen           | 75014 | 01.01.1970 | A > Gevelsberg und Sprockhövel (grt) |
| Hattingen               | 37029 | 19.03.1858 | Landkreis, bis 1876 Kreis Bochum |
| Hattingen               | 72011 | 01.07.1885 | ÄK > Kreis Hattingen |
| Hattingen               | 75015 | 01.08.1929 | ÄK > Ennepe-Ruhrkreis |
| Hattingen               | 75015 | 01.04.1939 | TE < HolthausenI, Welper und Winz |
| Hattingen               | 75015 | ca. 1946   | NÄK > Ennepe-Ruhr-Kreis |
| Hattingen               | 75015 | 01.01.1970 | E < Oberelfringhausen und Oberstüter; TE < Blankenstein (grt), Bredenscheid-Stüter (grt), Niederelfringhausen (grt) und Winz (grt)                                                      |
| Hattrop                 | 59035 | 19.03.1858 | Landkreis, bis 1953 Kreis Soest |
| Hattrop                 | 59035 | 01.07.1969 | A > Soest (grt) und Welver |
| Hattropholsen           | 59036 | 19.03.1858 | Landkreis, bis 1953 Kreis Soest |
| Hattropholsen           | 59036 | 01.07.1969 | A > Soest |
| Hausberge an der Porta  | 54022 | 19.03.1858 | Kreis, von 1953 bis 1969 Landkreis Minden |
| Hausberge an der Porta  | 54022 | 01.01.1973 | A > Porta Westfalica |
| Hausdülmen              | 43017 | 19.03.1858 | Kreis Coesfeld |
| Hausdülmen              | 43017 | 1912       | TE < Kirchspiel Haltern |
| Hausdülmen              | 43017 | 01.04.1929 | TA > Dülmen |
| Hausdülmen              | 43017 | 01.04.1930 | A > Kirchspiel Dülmen |
| Haustenbeck             | 77096 | 01.01.1957 | N < Oesterholz (t); Landkreis Detmold |
| Haustenbeck             | 77096 | 01.04.1957 | A > Oesterholz-Haustenbeck |
| Häver                   | 48020 | 19.03.1858 | Landkreis, bis 1911 Kreis Herford |
| Häver                   | 48020 | 01.01.1969 | A > Kirchlengern |
| Hävern                  | 54023 | 19.03.1858 | Kreis, von 1953 bis 1969 Landkreis Minden |
| Hävern                  | 54023 | 01.01.1973 | A > Petershagen |
| Häverstädt              | 54024 | 19.03.1858 | Kreis, von 1953 bis 1969 Landkreis Minden |
| Häverstädt              | 54024 | 01.01.1973 | A > Minden |
| Havixbeck               | 55011 | 19.03.1858 | Kreis, von 1953 bis 1969 Landkreis Münster |
| Havixbeck               | 55011 | 01.01.1881 | TA > Nottuln und Schapdetten |
| Havixbeck               | 55011 | 01.05.1903 | TA > Schapdetten |
| Havixbeck               | 43031 | 01.01.1975 | TE < Roxel; TA > Nottuln; ÄK > Kreis Coesfeld |

#### He
| Gemeinde                       | Nr.   | Datum      | Maßnahme; Kreiszugehörigkeit |
| ------------------------------ | ----- | ---------- | --- |
| Hedderhagen                    | 77031 | 21.01.1947 | B; Landkreis, ab dem 01.10.1969 Kreis Detmold |
| Hedderhagen                    | 77031 | 01.01.1970 | A > Lage |
| HeddinghausenI                 | 40027 | 19.03.1858 | Kreis, von 1953 bis 1969 Landkreis Brilon |
| HeddinghausenI                 | 40027 | 01.01.1975 | A > Marsberg |
| HeddinghausenII                | 51021 | 19.03.1858 | Kreis Lippstadt |
| HeddinghausenII                | 51021 | ca. 1890   | A > Langenstraße-Heddinghausen |
| Heddinghausen (Kreis Lübbecke) |       |            | → HolzhausenIV |
| Hedem                          | 69020 | 19.03.1858 | Kreis, von 1953 bis 1969 Landkreis Lübbecke |
| Hedem                          | 69020 | 01.10.1928 | E < Gutsbezirk Hollwinkel; TE < Gutsbezirk Ellerburg |
| Hedem                          | 69020 | 01.01.1973 | A > Espelkamp, Lübbecke und Preußisch Oldendorf (grt) |
| Heek                           | 31012 | 19.03.1858 | Kreis, von 1953 bis 1969 Landkreis Ahaus |
| Heek                           | 31012 | 01.04.1907 | TA > Wigbold Nienborg |
| Heek                           | 31012 | 01.04.1936 | TE < Kirchspiel Schöppingen; TA > Wigbold Nienborg |
| Heek                           | 31012 | 01.07.1969 | E < Wigbold Nienborg |
| Heek                           | 38048 | 01.01.1975 | TA > Ahaus; ÄK > Kreis Borken |
| Heepen                         | 35010 | 19.03.1858 | Kreis, von 1887 bis 1969 Landkreis Bielefeld |
| Heepen                         | 35010 | 01.10.1930 | TA > Bielefeld |
| Heepen                         | 35010 | 01.01.1973 | A > Bielefeld |
| Heerde                         |       |            | → Clarholz |
| Heeren                         | 47025 | 19.03.1858 | Landkreis, bis 1901 Kreis Hamm |
| Heeren                         | 47025 | 01.04.1910 | A > Heeren-Werve |
| Heeren-Werve                   | 47080 | 01.04.1910 | N < Heeren und Werve; Landkreis Hamm |
| Heeren-Werve                   | 76023 | 17.10.1930 | NÄK > Landkreis, bis 1953 Kreis Unna |
| Heeren-Werve                   | 76023 | 01.01.1968 | A > Kamen |
| Heessen                        | 34010 | 19.03.1858 | Kreis, von 1953 bis 1969 Landkreis Beckum |
| Heessen                        | 34010 | 01.01.1923 | GA < > HammI |
| Heessen                        | 34010 | 01.01.1975 | A > Ahlen und HammI (grt) |
| Heesten                        | 77032 | 21.01.1947 | B; Landkreis, ab dem 01.10.1969 Kreis Detmold |
| Heesten                        | 77032 | 01.01.1970 | A > Bad Meinberg-Horn |
| Hegensdorf                     | 42022 | 19.03.1858 | Kreis, von 1953 bis 1969 Landkreis Büren |
| Hegensdorf                     | 42022 | 01.04.1939 | E < Keddinghausen |
| Hegensdorf                     | 42022 | 01.01.1975 | A > BürenI |
| Heidelbeck                     | 78026 | 21.01.1947 | B; Kreis Lemgo |
| Heidelbeck                     | 78026 | 01.07.1966 | TE < Forstbezirk Langenholzhausen |
| Heidelbeck                     | 78026 | 01.01.1969 | A > Extertal und Kalletal (grt) |
| HeidenI                        | 38014 | 19.03.1858 | Kreis, von 1953 bis 1969 Landkreis Borken |
| HeidenI                        | 38014 | 01.01.1975 | TE < Borken (aus Marbeck); TA > Reken und Velen |
| HeidenII                       | 77033 | 21.01.1947 | B; Landkreis, ab dem 01.10.1969 Kreis Detmold |
| HeidenII                       | 77033 | 01.01.1970 | A > Lage |
| Heidenoldendorf                | 77034 | 21.01.1947 | B; Landkreis, ab dem 01.10.1969 Kreis Detmold |
| Heidenoldendorf                | 77034 | 01.01.1970 | A > Detmold |
| Heil                           | 47026 | 19.03.1858 | Landkreis, bis 1901 Kreis Hamm |
| Heil                           | 76024 | 17.10.1930 | NÄK > Landkreis, bis 1953 Kreis Unna |
| Heil                           | 76024 | 01.04.1932 | TA > Oberaden |
| Heil                           | 76024 | 01.01.1966 | A > Bergkamen |
| Heiligenborn                   | 65022 | 19.03.1858 | Kreis, von 1953 bis 1969 Landkreis Wittgenstein |
| Heiligenborn                   | 65022 | 01.01.1975 | A > Laasphe |
| Heiligenkirchen                | 77035 | 21.01.1947 | B; Landkreis, ab dem 01.10.1969 Kreis Detmold |
| Heiligenkirchen                | 77035 | 01.01.1970 | A > Detmold |
| Heimsen                        | 54025 | 19.03.1858 | Kreis, von 1953 bis 1969 Landkreis Minden |
| Heimsen                        | 54025 | 01.01.1973 | A > Petershagen |
| Heinsberg                      | 68007 | 19.03.1858 | Landkreis, bis 1953 Kreis Olpe |
| Heinsberg                      | 68007 | 01.07.1969 | A > Kirchhundem |
| Heintrop-Büninghausen          | 59037 | 19.03.1858 | Landkreis, bis 1953 Kreis Soest |
| Heintrop-Büninghausen          | 59037 | 01.07.1969 | A > Lippetal |
| Heisberg                       | 66045 | 19.03.1858 | Landkreis, bis 1923 Kreis Siegen |
| Heisberg                       | 66045 | 01.01.1969 | A > Freudenberg |
| Helberhausen                   | 66046 | 19.03.1858 | Landkreis, bis 1923 Kreis Siegen |
| Helberhausen                   | 66046 | 01.01.1969 | A > Hilchenbach |
| Helden                         | 68008 | 19.03.1858 | Landkreis, bis 1953 Kreis Olpe |
| Helden                         | 68008 | 01.07.1969 | A > Attendorn, Finnentrop, Lennestadt und Olpe |
| Helgersdorf                    | 66047 | 19.03.1858 | Landkreis, bis 1923 Kreis Siegen |
| Helgersdorf                    | 66047 | 01.01.1969 | A > Netphen |
| Hellefeld                      | 33027 | 19.03.1858 | Kreis, von 1953 bis 1969 Landkreis Arnsberg |
| Hellefeld                      | 33027 | 01.01.1975 | A > SundernI (Sauerland) |
| Hellinghausen                  | 51022 | 19.03.1858 | Kreis, von 1953 bis 1969 Landkreis Lippstadt |
| Hellinghausen                  | 51022 | 01.01.1975 | A > Lippstadt |
| Helmeringhausen                | 40028 | 19.03.1858 | Kreis, von 1953 bis 1969 Landkreis Brilon |
| Helmeringhausen                | 40028 | 01.01.1975 | A > Olsberg |
| HelmernI                       | 42023 | 19.03.1858 | Kreis, von 1953 bis 1969 Landkreis Büren |
| HelmernI                       | 42023 | 01.01.1975 | A > Wünnenberg |
| HelmernII                      | 62022 | 19.03.1858 | Kreis, von 1953 bis 1969 Landkreis Warburg |
| HelmernII                      | 62022 | 1895       | TA > Gutsbezirk Niesen |
| HelmernII                      | 62022 | 01.01.1975 | A > Willebadessen |
| Helminghausen                  | 40029 | 19.03.1858 | Kreis, von 1953 bis 1969 Landkreis Brilon |
| Helminghausen                  | 40029 | 01.01.1975 | A > Marsberg |
| Helpup                         | 78078 | 01.04.1957 | N < Mackenbruch, Währentrup und WellentrupII (t); Landkreis Lemgo                                                                                         |
| Helpup                         | 78078 | 01.01.1969 | A > Leopoldshöhe und Oerlinghausen (grt) |
| Hembergen                      | 60006 | 19.03.1858 | Landkreis, bis 1953 Kreis Steinfurt |
| Hembergen                      | 60006 | 01.04.1927 | TE < Saerbeck |
| Hembergen                      | 60006 | 01.07.1969 | A > Emsdetten |
| Hembsen                        | 49034 | 19.03.1858 | Landkreis, bis 1953 und ab dem 01.10.1969 Kreis Höxter |
| Hembsen                        | 49034 | 01.01.1970 | A > Brakel |
| Hemden                         | 38015 | 19.03.1858 | Kreis, von 1953 bis 1969 Landkreis Borken |
| Hemden                         | 38015 | 01.01.1975 | A > Bocholt |
| Hemer                          | 50032 | 01.04.1910 | N < Niederhemer und Oberhemer; Kreis, bis 1969 Landkreis Iserlohn                                                                                         |
| Hemer                          | 50032 | 01.08.1929 | E < Landhausen, Sundwig und Westig: TE < Kalle |
| Hemer                          | 84004 | 01.01.1975 | E < Becke, Deilinghofen und Frönsberg; TE < Garbeck, Ihmert und Kesbern; TA > Iserlohn: ÄK > Märkischer Kreis                                             |
| Hemmerde                       | 47027 | 19.03.1858 | Landkreis, bis 1901 Kreis Hamm |
| Hemmerde                       | 76025 | 17.10.1930 | NÄK > Landkreis, bis 1953 Kreis Unna |
| Hemmerde                       | 76025 | 01.01.1968 | A > Unna |
| Hemmern                        | 51023 | 19.03.1858 | Kreis, von 1953 bis 1969 Landkreis Lippstadt |
| Hemmern                        | 51023 | 01.01.1975 | A > Rüthen |
| Hemschlar                      | 65023 | 19.03.1858 | Kreis, von 1953 bis 1969 Landkreis Wittgenstein |
| Hemschlar                      | 65023 | 01.01.1975 | A > Bad Berleburg |
| Hengeler-Wendfeld              | 31013 | 19.03.1858 | Landkreis, bis 1953 Kreis Ahaus |
| Hengeler-Wendfeld              | 31013 | 01.08.1964 | A > Kirchspiel Stadtlohn |
| Hengesbach                     |       |            | → Eiserfeld |
| Henglarn                       | 42024 | 19.03.1858 | Kreis, von 1953 bis 1969 Landkreis Büren |
| Henglarn                       | 42024 | 01.01.1975 | A > Lichtenau |
| Hengsen                        | 44039 | 19.03.1858 | Landkreis, bis 1875 Kreis Dortmund |
| Hengsen                        | 73009 | 01.04.1887 | ÄK > Landkreis, bis 1911 Kreis Hörde |
| Hengsen                        | 47082 | 01.08.1929 | ÄK > Landkreis Hamm |
| Hengsen                        | 76026 | 17.10.1930 | NÄK > Landkreis, bis 1953 Kreis Unna |
| Hengsen                        | 76026 | 01.01.1968 | A > Holzwickede |
| Hengstey                       |       |            | → Boele |
| Hennen                         | 50011 | 19.03.1858 | Kreis, von 1907 bis 1969 Landkreis Iserlohn |
| Hennen                         | 50011 | 01.10.1930 | GA < > Villigst |
| Hennen                         | 50011 | 01.04.1951 | TE < Sümmern |
| Hennen                         | 50011 | 01.01.1975 | A > Iserlohn |
| Henrichenburg                  | 58011 | 19.03.1858 | Kreis, von 1901 bis 1969 Landkreis Recklinghausen |
| Henrichenburg                  | 58011 | 01.08.1929 | TA > Recklinghausen |
| Henrichenburg                  | 58011 | 01.01.1975 | A > Castrop-Rauxel |
| Henstorf                       | 78027 | 21.01.1947 | B; Kreis Lemgo |
| Henstorf                       | 78027 | 01.01.1969 | A > Kalletal |
| Heppen                         | 59038 | 19.03.1858 | Landkreis, bis 1953 Kreis Soest |
| Heppen                         | 59038 | 01.07.1969 | A > Bad Sassendorf |
| Herbeck                        | 45021 | 19.03.1858 | Landkreis, bis 1887 Kreis Hagen |
| Herbeck                        | 45021 | 01.08.1929 | A > HagenII |
| Herbede                        | 72031 | 01.04.1926 | N < Durchholz, Ostherbede, Vormholz und Westherbede; Kreis Hattingen                                                                                      |
| Herbede                        | 75016 | 01.08.1929 | TE < Bommern; ÄK > Ennepe-Ruhrkreis |
| Herbede                        | 75016 | ca. 1946   | NÄK > Ennepe-Ruhr-Kreis |
| Herbede                        | 75016 | 01.01.1966 | TA > Wengern |
| Herbede                        | 75016 | 01.01.1970 | TE < Blankenstein |
| Herbede                        | 75016 | 01.01.1975 | A > Witten |
| Herbern                        | 52008 | 19.03.1858 | Kreis, von 1953 bis 1969 Landkreis Lüdinghausen |
| Herbern                        | 52008 | 01.01.1975 | A > Ascheberg |
| Herbertshausen                 | 65024 | 19.03.1858 | Kreis, von 1953 bis 1969 Landkreis Wittgenstein |
| Herbertshausen                 | 65024 | ca. 1929   | TE < Gutsbezirk Sayn-Wittgenstein-Hohenstein |
| Herbertshausen                 | 65024 | 01.01.1975 | A > Laasphe |
| Herblinghausen                 | 33028 | 19.03.1858 | Kreis, von 1953 bis 1969 Landkreis Arnsberg |
| Herblinghausen                 | 33028 | 01.01.1975 | A > Meschede und SundernI (Sauerland) (grt) |
| Herbram                        | 42025 | 19.03.1858 | Kreis, von 1953 bis 1969 Landkreis Büren |
| Herbram                        | 42025 | 01.10.1959 | TE < AsselnI |
| Herbram                        | 42025 | 01.01.1975 | A > Lichtenau |
| Herdecke                       | 45022 | 19.03.1858 | Landkreis, bis 1887 Kreis Hagen |
| Herdecke                       | 75017 | 01.08.1929 | ÄK > Ennepe-Ruhrkreis |
| Herdecke                       | 75017 | 13.03.1939 | E < Ende |
| Herdecke                       | 75017 | ca. 1946   | NÄK > Ennepe-Ruhr-Kreis |
| Herdecke                       | 75017 | 01.01.1970 | TA > Witten |
| Herdringen                     | 33029 | 19.03.1858 | Kreis, von 1953 bis 1969 Landkreis Arnsberg |
| Herdringen                     | 33029 | 01.01.1975 | A > Arnsberg |
| Herford                        | 48021 | 19.03.1858 | Kreis Herford |
| Herford                        | 14000 | 01.04.1911 | ÄK > Stadtkreis, ab 1953 kreisfreie Stadt Herford |
| Herford                        | 48062 | 01.01.1969 | E < Diebrock, Eickum, Elverdissen, Falkendiek, Laar, Schwarzenmoor und Stedefreund; TE < HerringhausenI; ÄK > Kreis, bis zum 30.09.1969 Landkreis Herford |
| Heringhausen                   | 70027 | ca. 1865   | N < Velmede (t); Kreis, von 1953 bis 1969 Landkreis Meschede                                                                                              |
| Heringhausen                   | 70027 | 01.04.1910 | TA > Ramsbeck |
| Heringhausen                   | 70027 | 01.01.1975 | A > Bestwig (grt) und Olsberg |
| Herlinghausen                  | 62023 | 19.03.1858 | Kreis, von 1953 bis 1969 Landkreis Warburg |
| Herlinghausen                  | 62023 | 01.01.1975 | A > Warburg |
| Herne                          | 37030 | 19.03.1858 | Landkreis, bis 1876 Kreis Bochum |
| Herne                          | 11000 | 01.07.1906 | ÄK > Stadtkreis, ab 1953 kreisfreie Stadt Herne |
| Herne                          | 11000 | 01.04.1908 | E < Baukau und Horsthausen |
| Herne                          | 11000 | 01.04.1926 | TE < Bladenhorst, Eickel, Riemke und Wanne; TA > Recklinghausen und Wanne-Eickel                                                                          |
| Herne                          | 11000 | 01.04.1928 | E < Börnig und Sodingen; TE < Castrop-Rauxel und HolthausenI bei Castrop                                                                                  |
| Herne                          | 11000 | 01.08.1929 | TE < Gerthe |
| Herne                          | 11000 | 01.01.1975 | E < Wanne-Eickel |
| Herrentrup                     | 77036 | 21.01.1947 | B; Landkreis, ab dem 01.10.1969 Kreis Detmold |
| Herrentrup                     | 77036 | 01.01.1970 | A > Blomberg |
| Herringen                      | 47028 | 19.03.1858 | Landkreis, bis 1901 Kreis Hamm |
| Herringen                      | 76027 | 17.10.1930 | ÄK > Landkreis, bis 1953 Kreis Unna |
| Herringen                      | 76027 | 01.01.1968 | A > HammI und Pelkum (grt) |
| HerringhausenI                 | 48022 | 19.03.1858 | Landkreis, bis 1911 Kreis Herford |
| HerringhausenI                 | 48022 | 01.01.1969 | A > Enger und Herford (grt) |
| HerringhausenII                | 51024 | 19.03.1858 | Kreis, von 1953 bis 1969 Landkreis Lippstadt |
| HerringhausenII                | 51024 | 01.09.1949 | TA > Lippstadt |
| HerringhausenII                | 51024 | 01.01.1975 | A > Lippstadt |
| Herringsen                     | 59039 | 19.03.1858 | Landkreis, bis 1953 Kreis Soest |
| Herringsen                     | 59039 | 01.07.1969 | A > Bad Sassendorf |
| Herscheid                      | 32004 | 19.03.1858 | Landkreis, bis 1953 Kreis Altena |
| Herscheid                      | 32004 | 01.01.1969 | TE < Plettenberg |
| Herscheid                      | 79003 | 01.07.1969 | TE < Lüdenscheid-Land und Plettenberg; TA > Lüdenscheid; ÄK > Landkreis, ab dem 01.10.1969 Kreis Lüdenscheid                                              |
| Herscheid                      | 84005 | 01.01.1975 | ÄK > Märkischer Kreis |
| Herste                         | 49035 | 19.03.1858 | Landkreis, bis 1953 und ab dem 01.10.1969 Kreis Höxter |
| Herste                         | 49035 | 01.01.1970 | A > Bad Driburg |
| Herstelle                      | 49036 | 19.03.1858 | Landkreis, bis 1953 und ab dem 01.10.1969 Kreis Höxter |
| Herstelle                      | 49036 | 01.01.1970 | A > Beverungen |
| Herten                         | 58012 | 19.03.1858 | Kreis, von 1901 bis 1969 Landkreis Recklinghausen |
| Herten                         | 58012 | 01.04.1926 | TE < Recklinghausen-Land |
| Herten                         | 58012 | 01.01.1975 | E < Westerholt; TE < Polsum |
| Hervest                        | 58013 | 19.03.1858 | Landkreis, bis 1901 Kreis Recklinghausen |
| Hervest                        | 58013 | 01.04.1943 | A > Dorsten |
| Herzebocholt                   | 38016 | 19.03.1858 | Kreis, von 1953 bis 1969 Landkreis Borken |
| Herzebocholt                   | 38016 | 01.01.1975 | A > Isselburg |
| Herzebrock                     | 64010 | 19.03.1858 | Kreis, von 1953 bis 1969 Landkreis Wiedenbrück |
| Herzebrock                     | 64010 | 01.12.1943 | TA > Gütersloh |
| Herzebrock                     | 64010 | 01.01.1970 | TE < Clarholz (grt) und Stadt Oelde; GA < > Gütersloh; TA > Rheda-Wiedenbrück                                                                             |
| Herzebrock                     | 80005 | 01.01.1973 | ÄK > Kreis Gütersloh |
| Herzebrock                     | 80005 | 26.04.1985 | NÄ > Herzebrock-Clarholz |
| Herzebrock-Clarholz            | 80014 | 26.04.1985 | NÄ < Herzebrock; Kreis Gütersloh |
| Herzfeld                       | 34011 | 19.03.1858 | Landkreis, bis 1953 Kreis Beckum |
| Herzfeld                       | 34011 | 01.07.1969 | A > Lippetal |
| Herzhausen                     | 66048 | 19.03.1858 | Landkreis, bis 1923 Kreis Siegen |
| Herzhausen                     | 66048 | 01.01.1969 | A > Netphen |
| Hesborn                        | 40030 | 19.03.1858 | Kreis, von 1953 bis 1969 Landkreis Brilon |
| Hesborn                        | 40030 | 01.01.1975 | A > Hallenberg |
| Hesselbach                     | 65025 | 19.03.1858 | Kreis, von 1953 bis 1969 Landkreis Wittgenstein |
| Hesselbach                     | 65025 | ca. 1929   | TE < Gutsbezirk Sayn-Wittgenstein-Hohenstein |
| Hesselbach                     | 65025 | 01.01.1975 | A > Laasphe |
| Hesseln                        | 46014 | 19.03.1858 | Kreis, von 1953 bis 1969 Landkreis Halle (Westfalen) |
| Hesseln                        | 46014 | 01.01.1973 | A > Halle (Westfalen) |
| Hesselteich                    | 46015 | 19.03.1858 | Kreis, von 1953 bis 1969 Landkreis Halle (Westfalen) |
| Hesselteich                    | 46015 | 01.01.1973 | A > Versmold |
| Hessler                        | 37031 | 19.03.1858 | Landkreis, bis 1876 Kreis Bochum |
| Hessler                        | 71009 | 01.07.1885 | ÄK > Landkreis, bis 1897 Kreis Gelsenkirchen |
| Hessler                        | 71009 | 01.04.1903 | A > Gelsenkirchen |
| Heßloh                         | 77037 | 21.01.1947 | B; Landkreis, ab dem 01.10.1969 Kreis Detmold |
| Heßloh                         | 77037 | 01.01.1970 | A > Lage |
| Heven                          | 37032 | 19.03.1858 | Landkreis, bis 1876 Kreis Bochum |
| Heven                          | 37032 | 01.07.1885 | ÄK > Kreis Hattingen |
| Heven                          | 37032 | 01.07.1921 | A > Witten |
| Hewingsen                      | 59040 | 19.03.1858 | Landkreis, bis 1953 Kreis Soest |
| Hewingsen                      | 59040 | 01.07.1969 | A > Möhnesee |

#### Hi
| Gemeinde              | Nr.   | Datum         | Maßnahme; Kreiszugehörigkeit |
| --------------------- | ----- | ------------- | --- |
| Hiddenhausen          | 48023 | 19.03.1858    | Kreis, von 1911 bis 1969 Landkreis Herford |
| Hiddenhausen          | 48023 | 01.01.1969    | E < Eilshausen, Lippinghausen, Oetinghausen, Schweicheln-Bermbeck und SundernII; TE < Bustedt und Südlengern                                                          |
| Hiddenhausen          | 48023 | 01.07.2006    | TA > Bünde |
| Hiddesen              | 77038 | 21.01.1947    | B; Landkreis, ab dem 01.10.1969 Kreis Detmold |
| Hiddesen              | 77038 | ca. Ende 1967 | E < Forstbezirk Hiddesen |
| Hiddesen              | 77038 | 01.01.1970    | A > Detmold |
| Hiddesen, Forstbezirk |       |               | → Forstbezirk Hiddesen |
| Hiddinghausen         | 75037 | 01.04.1937    | N < Hiddinghausen I und Hiddinghausen II; Ennepe-Ruhrkreis |
| Hiddinghausen         | 75037 | ca. 1946      | NÄK > Ennepe-Ruhr-Kreis |
| Hiddinghausen         | 75037 | 01.01.1970    | A > Sprockhövel |
| Hiddinghausen I       | 45023 | 19.03.1858    | Landkreis, bis 1887 Kreis Hagen |
| Hiddinghausen I       | 74004 | 01.04.1887    | ÄK > Kreis Schwelm |
| Hiddinghausen I       | 75018 | 01.08.1929    | ÄK > Ennepe-Ruhrkreis |
| Hiddinghausen I       | 75018 | 01.04.1937    | A > Hiddinghausen |
| Hiddinghausen II      | 45024 | 19.03.1858    | Landkreis, bis 1887 Kreis Hagen |
| Hiddinghausen II      | 74005 | 01.04.1887    | ÄK > Kreis Schwelm |
| Hiddinghausen II      | 75019 | 01.08.1929    | ÄK > Ennepe-Ruhrkreis |
| Hiddinghausen II      | 75019 | 01.04.1937    | A > Hiddinghausen |
| Hiddingsel            | 43018 | 19.03.1858    | Landkreis, bis 1953 Kreis Coesfeld |
| Hiddingsel            | 43018 | 01.07.1908    | TE < Lüdinghausen-Land |
| Hiddingsel            | 43018 | 01.07.1969    | A > Buldern |
| Hiddingsen            | 59041 | 19.03.1858    | Landkreis, bis 1953 Kreis Soest |
| Hiddingsen            | 59041 | 01.07.1969    | A > Soest |
| Hilbeck               | 47029 | 19.03.1858    | Landkreis, bis 1901 Kreis Hamm |
| Hilbeck               | 76028 | 17.10.1930    | NÄK > Landkreis, bis 1953 Kreis Unna |
| Hilbeck               | 76028 | 01.01.1968    | A > Rhynern |
| Hilchenbach           | 66049 | 19.03.1858    | Kreis, von 1923 bis 1969 Landkreis Siegen |
| Hilchenbach           | 66049 | 01.01.1969    | E < Allenbach, Dahlbruch, Grund, Hadem, Helberhausen, Lützel, Müsen, OberndorfII, Öchelhausen (als Stadtteil Oechelhausen), Ruckersfeld und Vormwald; TE < Kredenbach |
| Hilchenbach           | 85006 | 01.01.1984    | NÄK > Kreis Siegen-Wittgenstein |
| Hildfeld              | 40031 | 19.03.1858    | Kreis, von 1953 bis 1969 Landkreis Brilon |
| Hildfeld              | 40031 | 01.01.1975    | A > Winterberg |
| Hille                 | 54026 | 19.03.1858    | Kreis, von 1953 bis 1969 Landkreis Minden |
| Hille                 | 82003 | 01.01.1973    | E < Eickhorst, Nordhemmern, Oberlübbe, Südhemmern und Unterlübbe; TE < Hahlen, Hartum, Holzhausen II und Rothenuffeln; ÄK > Kreis Minden-Lübbecke                     |
| Hille                 | 82003 | 01.04.1975    | TA > Lübbecke |
| Hille                 | 82003 | 01.01.1979    | TA > Bad Oeynhausen |
| Hille                 | 82003 | 01.07.1986    | GA < > Minden |
| Hillegossen           | 35011 | 19.03.1858    | Kreis, von 1878 bis 1969 Landkreis Bielefeld |
| Hillegossen           | 35011 | 01.01.1973    | A > Bielefeld |
| Hillentrup            | 78028 | 21.01.1947    | B; Kreis Lemgo |
| Hillentrup            | 78028 | 01.01.1969    | A > Dörentrup (grt) und Lemgo |
| Hillnhütten           | 66050 | 19.03.1858    | Kreis Siegen |
| Hillnhütten           | 66050 | 27.08.1901    | A > Dahlbruch |
| Hiltrop               | 37033 | 19.03.1858    | Landkreis, bis 1876 Kreis Bochum |
| Hiltrop               | 37033 | 01.04.1907    | A > Gerthe |
| Hiltrup               | 55012 | 19.03.1858    | Landkreis, ab 1969 Kreis Münster |
| Hiltrup               | 55012 | 01.01.1975    | A > Münster |
| Himmelpforten         | 59042 | 19.03.1858    | Kreis Soest |
| Himmelpforten         | 59042 | 01.04.1901    | A > Niederense |
| Himmighausen          | 49037 | 19.03.1858    | Landkreis, bis 1953 und ab dem 01.10.1969 Kreis Höxter |
| Himmighausen          | 49037 | 01.01.1970    | A > Nieheim |
| Hinnenburg            | 49038 | 19.03.1858    | Landkreis, bis 1953 und ab dem 01.10.1969 Kreis Höxter |
| Hinnenburg            | 49038 | 01.10.1956    | TA > Bökendorf |
| Hinnenburg            | 49038 | 01.01.1970    | A > Brakel |
| Hirschberg            | 33030 | 19.03.1858    | Kreis, von 1953 bis 1969 Landkreis Arnsberg |
| Hirschberg            | 33030 | 01.01.1975    | A > Warstein |

#### Ho
| Gemeinde                   | Nr.   | Datum         | Maßnahme; Kreiszugehörigkeit |
| -------------------------- | ----- | ------------- | --- |
| Hoberge-Uerentrup          | 35012 | 19.03.1858    | Kreis, von 1878 bis 1969 Landkreis Bielefeld                                                                                                 |
| Hoberge-Uerentrup          | 35012 | 01.10.1930    | TA > Bielefeld |
| Hoberge-Uerentrup          | 35012 | 01.01.1973    | A > Bielefeld (grt) und Steinhagen |
| Hoetmar                    | 63012 | 19.03.1858    | Landkreis, bis 1953 Kreis Warendorf |
| Hoetmar                    | 63012 | 01.07.1969    | A > Freckenhorst |
| Hofstede                   | 37034 | 19.03.1858    | Landkreis, bis 1876 Kreis Bochum |
| Hofstede                   | 37034 | 01.04.1904    | A > Bochum |
| Hohehaus                   | 49039 | 19.03.1858    | Landkreis, bis 1953 und ab dem 01.10.1969 Kreis Höxter                                                                                       |
| Hohehaus                   | 49039 | 01.01.1970    | A > Marienmünster |
| Hohenhain                  | 66051 | 19.03.1858    | Landkreis, bis 1923 Kreis Siegen |
| Hohenhain                  | 66051 | 01.01.1969    | A > Freudenberg |
| Hohenhausen                | 78029 | 21.01.1947    | B; Kreis Lemgo |
| Hohenhausen                | 78029 | 01.07.1966    | TE < Forstbezirk Langenholzhausen |
| Hohenhausen                | 78029 | 01.01.1969    | A > Kalletal |
| Hohenlimburg               | 50031 | 1879          | NÄ < Limburg; Kreis, von 1907 bis 1969 Landkreis Iserlohn                                                                                    |
| Hohenlimburg               | 50031 | 01.04.1902    | E < Elsey |
| Hohenlimburg               | 50031 | 01.01.1975    | A > HagenII |
| Hohenwepel                 | 62024 | 19.03.1858    | Kreis, von 1953 bis 1969 Landkreis Warburg                                                                                                   |
| Hohenwepel                 | 62024 | 01.01.1975    | A > Warburg |
| Höingen                    | 59043 | 19.03.1858    | Landkreis, bis 1953 Kreis Soest |
| Höingen                    | 59043 | 01.07.1969    | A > Ense |
| Hoinkhausen                | 51025 | 19.03.1858    | Kreis, von 1953 bis 1969 Landkreis Lippstadt                                                                                                 |
| Hoinkhausen                | 51025 | 01.01.1975    | A > Rüthen |
| Hollen                     | 35013 | 19.03.1858    | Landkreis, bis 1878 Kreis Bielefeld |
| Hollen                     | 35013 | 01.01.1970    | A > Gütersloh |
| Hollich                    | 60007 | 19.03.1858    | Kreis Steinfurt |
| Hollich                    | 60007 | 01.04.1939    | A > Burgsteinfurt |
| Hollwiesen                 |       |               | → Valdorf |
| Hollwinkel, Gutsbezirk     |       |               | → Gutsbezirk Hollwinkel |
| HolsenI                    | 48024 | 19.03.1858    | Landkreis, bis 1911 Kreis Herford |
| HolsenI                    | 48024 | 01.10.1909    | TE < Ennigloh |
| HolsenI                    | 48024 | 01.01.1969    | A > Bünde (grt) und Rödinghausen |
| HolsenII                   | 69021 | 19.03.1858    | Kreis, von 1953 bis 1969 Landkreis Lübbecke                                                                                                  |
| HolsenII                   | 69021 | 01.01.1973    | A > Hüllhorst |
| HolsterhausenI             | 37035 | 19.03.1858    | Landkreis, bis 1876 Kreis Bochum |
| HolsterhausenI             | 71010 | 01.07.1885    | ÄK > Landkreis, bis 1897 Kreis Gelsenkirchen                                                                                                 |
| HolsterhausenI             | 71010 | 01.04.1910    | A > Eickel |
| HolsterhausenII            | 58014 | 19.03.1858    | Landkreis, bis 1901 Kreis Recklinghausen |
| HolsterhausenII            | 58014 | 01.04.1943    | A > Dorsten |
| Holte                      |       |               | → Dellwig-Holte |
| Holtfeld                   | 46016 | 19.03.1858    | Landkreis, bis 1953 Kreis Halle (Westfalen)                                                                                                  |
| Holtfeld                   | 46016 | 01.07.1969    | A > Borgholzhausen |
| HolthausenI                | 37036 | 19.03.1858    | Landkreis, bis 1876 Kreis Bochum |
| HolthausenI                | 37036 | 1867          | TA > Welper |
| HolthausenI                | 72012 | 01.07.1885    | ÄK > Kreis Hattingen |
| HolthausenI                | 75020 | 01.08.1929    | ÄK > Ennepe-Ruhrkreis |
| HolthausenI                | 75020 | 01.04.1939    | TA > Hattingen |
| HolthausenI                | 75020 | ca. 1946      | NÄK > Ennepe-Ruhr-Kreis |
| HolthausenI                | 75020 | 01.04.1966    | A > Blankenstein |
| HolthausenII bei Castrop   | 44040 | 19.03.1858    | Landkreis, bis 1875 Kreis Dortmund |
| HolthausenII bei Castrop   | 44040 | 03.02.1914    | TA > Gerthe |
| HolthausenII bei Castrop   | 44040 | 01.04.1928    | A > Castrop-Rauxel und Herne (grt) |
| HolthausenIII bei Brechten | 44041 | 1905          | NÄ < HolthausenIII bei Lünen; Landkreis Dortmund                                                                                             |
| HolthausenIII bei Brechten | 44041 | 01.04.1928    | A > Dortmund |
| HolthausenIII bei Lünen    | 44041 | 19.03.1858    | Landkreis, bis 1875 Kreis Dortmund |
| HolthausenIII bei Lünen    | 44041 | 1905          | NÄ > HolthausenIII bei Brechten |
| HolthausenIV               | 45025 | 19.03.1858    | Landkreis, bis 1887 Kreis Hagen |
| HolthausenIV               | 45025 | 01.08.1929    | A > HagenII |
| HolthausenV                | 60008 | 19.03.1858    | Landkreis, bis 1953 Kreis Steinfurt |
| HolthausenV                | 60008 | 01.07.1969    | A > LaerII |
| Holtheim                   | 42026 | 19.03.1858    | Kreis, von 1953 bis 1969 Landkreis Büren |
| Holtheim                   | 42026 | 01.01.1975    | A > Lichtenau |
| Holtkamp                   | 35014 | 19.03.1858    | Landkreis, bis 1878 Kreis Bielefeld |
| Holtkamp                   | 35014 | 01.01.1970    | A > Brackwede |
| Holtrup                    | 54027 | 19.03.1858    | Kreis, von 1953 bis 1969 Landkreis Minden |
| Holtrup                    | 54027 | 15.07.1858    | TA > Uffeln |
| Holtrup                    | 54027 | 01.01.1973    | A > Porta Westfalica |
| Holtum                     | 59044 | 19.03.1858    | Landkreis, bis 1953 Kreis Soest |
| Holtum                     | 59044 | 01.07.1969    | A > Werl |
| HoltwickI                  | 38017 | 19.03.1858    | Kreis, von 1953 bis 1969 Landkreis Borken |
| HoltwickI                  | 38017 | 01.01.1975    | A > Bocholt |
| HoltwickII                 | 43019 | 19.03.1858    | Kreis, von 1953 bis 1969 Landkreis Coesfeld                                                                                                  |
| HoltwickII                 | 43019 | 01.01.1975    | A > Rosendahl |
| HolzenI                    | 33031 | 19.03.1858    | Kreis, von 1953 bis 1969 Landkreis Arnsberg                                                                                                  |
| HolzenI                    | 33031 | 01.01.1975    | A > Arnsberg (grt), Balve und Menden (Sauerland)                                                                                             |
| HolzenII (bei Schwerte)    | 44042 | 19.03.1858    | Landkreis, bis 1875 Kreis Dortmund |
| HolzenII (bei Schwerte)    | 73010 | 01.04.1887    | ÄK > Landkreis, bis 1911 Kreis Hörde |
| HolzenII (bei Schwerte)    | 50035 | 01.08.1929    | NÄ > HolzenII bei Schwerte; ÄK > Landkreis Iserlohn                                                                                          |
| HolzenII (bei Schwerte)    | 50035 | 24.06.1930    | NÄ < HolzenII bei Schwerte |
| HolzenII (bei Schwerte)    | 50035 | 01.01.1975    | A > Dortmund (grt) und Schwerte |
| HolzenII bei Schwerte      | 50035 | 01.08.1929    | NÄ < HolzenII (bei Schwerte); Landkreis Iserlohn                                                                                             |
| HolzenII bei Schwerte      | 50035 | 24.06.1930    | NÄ > HolzenII (bei Schwerte) |
| HolzenIII (bei Menden)     | 50012 | 19.03.1858    | Landkreis, bis 1907 Kreis Iserlohn |
| HolzenIII (bei Menden)     | 50012 | 01.08.1929    | NÄ > HolzenIII bei Menden |
| HolzenIII bei Menden       | 50012 | 01.08.1929    | Landkreis Iserlohn |
| HolzenIII bei Menden       | 50012 | 24.06.1930    | NÄ > Bösperde |
| Holzen vorm Lüer           |       |               | → HolzenI |
| Holzhausen I               | 54028 | 19.03.1858    | Landkreis, bis 1953 Kreis Minden |
| Holzhausen I               | 54028 | ?             | NÄ > HolzhausenI an der Porta |
| HolzhausenI an der Porta   | 54028 | ?             | NÄ < Holzhausen I; Kreis, bis 1969 Landkreis Minden                                                                                          |
| HolzhausenI an der Porta   | 54028 | 01.01.1973    | A > Porta Westfalica |
| Holzhausen II              | 54029 | 19.03.1858    | Kreis, von 1953 bis 1969 Landkreis Minden |
| Holzhausen II              | 54029 | 01.01.1973    | A > Hille (grt) und Minden |
| HolzhausenIII              | 49040 | 19.03.1858    | Landkreis, bis 1953 und ab dem 01.10.1969 Kreis Höxter                                                                                       |
| HolzhausenIII              | 49040 | 01.01.1970    | A > Nieheim |
| HolzhausenIV               | 65026 | 19.03.1858    | Kreis, von 1953 bis 1969 Landkreis Wittgenstein                                                                                              |
| HolzhausenIV               | 65026 | 01.01.1975    | A > Laasphe |
| HolzhausenV                | 66052 | 19.03.1858    | Landkreis, bis 1923 Kreis Siegen |
| HolzhausenV                | 66052 | 01.01.1969    | A > Burbach |
| HolzhausenVI               | 69022 | 19.03.1858    | Kreis, von 1953 bis 1969 Landkreis Lübbecke                                                                                                  |
| HolzhausenVI               | 69022 | 01.01.1973    | A > Hüllhorst, Lübbecke und Preußisch Oldendorf (grt)                                                                                        |
| HolzhausenVII              | 78030 | 21.01.1947    | B; Kreis Lemgo |
| HolzhausenVII              | 78030 | 01.04.1961    | TA > Schötmar |
| HolzhausenVII              | 78030 | 01.01.1969    | A > Bad Salzuflen |
| Holzhausen-Externsteine    | 77039 | 21.01.1947    | B; Landkreis, ab 1969 Kreis Detmold |
| Holzhausen-Externsteine    | 77039 | 01.01.1970    | A > Bad Meinberg-Horn |
| Holzwickede                | 44043 | 19.03.1858    | Landkreis, bis 1875 Kreis Dortmund |
| Holzwickede                | 73011 | 01.04.1887    | ÄK > Landkreis, bis 1911 Kreis Hörde |
| Holzwickede                | 47083 | 01.08.1929    | TE < Sölde; ÄK > Landkreis Hamm |
| Holzwickede                | 76029 | 17.10.1930    | NÄK > Kreis, von 1953 bis 1969 Landkreis Unna                                                                                                |
| Holzwickede                | 76029 | 01.01.1968    | E < Hengsen und Opherdicke |
| Homer                      | 38018 | 19.03.1858    | Landkreis, bis 1953 Kreis Borken |
| Homer                      | 38018 | 01.07.1969    | A > Raesfeld |
| Homrighausen               |       |               | → Gutsbezirk Sayn-Wittgenstein-Berleburg |
| Höntrop                    | 37037 | 19.03.1858    | Landkreis, bis 1876 Kreis Bochum |
| Höntrop                    | 71011 | 01.07.1885    | ÄK > Landkreis Gelsenkirchen |
| Höntrop                    | 71011 | 01.04.1926    | A > Bochum und Wattenscheid (grt) |
| Höntrup                    | 77040 | 21.01.1947    | B; Landkreis, ab dem 01.10.1969 Kreis Detmold                                                                                                |
| Höntrup                    | 77040 | 01.01.1970    | A > Blomberg |
| Hoppecke                   | 40032 | 19.03.1858    | Kreis, von 1953 bis 1969 Landkreis Brilon |
| Hoppecke                   | 40032 | 01.01.1975    | A > Brilon |
| Hopsten                    | 61005 | 19.03.1858    | Kreis, von 1953 bis 1969 Landkreis Tecklenburg                                                                                               |
| Hopsten                    | 60029 | 01.01.1975    | E < Halverde und Schale; ÄK > Kreis Steinfurt                                                                                                |
| Hörde                      | 44044 | 19.03.1858    | Landkreis, bis 1875 Kreis Dortmund |
| Hörde                      | 73012 | 01.04.1887    | ÄK > Kreis Hörde |
| Hörde                      | 73012 | 01.04.1899    | TE < Wambel |
| Hörde                      | 15000 | 01.04.1911    | ÄK > Stadtkreis Hörde |
| Hörde                      | 15000 | 01.04.1928    | A > Dortmund |
| Hordel                     | 37038 | 19.03.1858    | Landkreis, bis 1876 Kreis Bochum |
| Hordel                     | 37038 | 01.04.1926    | A > Bochum (grt) und Wanne-Eickel |
| HornI                      | 51026 | 19.03.1858    | Kreis Lippstadt |
| HornI                      | 51026 | ca. 1900      | NÄ > Horn-Mielinghausen |
| HornII                     | 77041 | 21.01.1947    | B; Landkreis, ab dem 01.10.1969 Kreis Detmold                                                                                                |
| HornII                     | 77041 | ca. Ende 1967 | E < Forstbezirk Horn |
| HornII                     | 77041 | 01.01.1970    | A > Bad Meinberg-Horn |
| Horn-Bad Meinberg          | 77101 | 10.09.1970    | NÄ < Bad Meinberg-Horn; Kreis Detmold |
| Horn-Bad Meinberg          | 81008 | 01.01.1973    | ÄK > Kreis Lippe |
| Horn, Forstbezirk          |       |               | → Forstbezirk Horn |
| Horneburg                  | 58015 | 19.03.1858    | Kreis, von 1901 bis 1969 Landkreis Recklinghausen                                                                                            |
| Horneburg                  | 58015 | 01.08.1929    | TA > Recklinghausen |
| Horneburg                  | 58015 | 01.01.1975    | A > Datteln |
| Horn-Mielinghausen         | 51061 | ca. 1900      | NÄ < HornI; Kreis, ab 1953 Landkreis Lippstadt                                                                                               |
| Horn-Mielinghausen         | 51061 | 23.09.1954    | NÄ > Horn-Millinghausen |
| Horn-Millinghausen         | 51066 | 23.09.1954    | NÄ < Horn-Mielinghausen; Landkreis Lippstadt                                                                                                 |
| Horn-Millinghausen         | 51066 | 01.01.1975    | A > Erwitte |
| Hornoldendorf              | 77042 | 21.01.1947    | B; Landkreis, ab dem 01.10.1969 Kreis Detmold                                                                                                |
| Hornoldendorf              | 77042 | 01.01.1970    | A > Detmold |
| HorstI                     | 37039 | 19.03.1858    | Landkreis, bis 1876 Kreis Bochum |
| HorstI                     | 72013 | 01.07.1885    | ÄK > Kreis Hattingen |
| HorstI                     | 72013 | 01.04.1919    | A > Königssteele |
| HorstII                    | 58016 | 19.03.1858    | Landkreis, bis 1901 Kreis Recklinghausen |
| HorstII                    | 58016 | 01.04.1928    | A > Gelsenkirchen-Buer |
| HörsteI                    | 42027 | 19.03.1858    | Kreis, von 1953 bis 1969 Landkreis Büren |
| HörsteI                    | 42027 | 01.01.1975    | A > Lippstadt |
| HörsteII                   | 46017 | 19.03.1858    | Kreis, von 1953 bis 1969 Landkreis Halle (Westfalen)                                                                                         |
| HörsteII                   | 46017 | 01.01.1973    | A > Halle (Westfalen) |
| HörsteIII                  | 77043 | 21.01.1947    | B; Landkreis, ab dem 01.10.1969 Kreis Detmold                                                                                                |
| HörsteIII                  | 77043 | 01.04.1958    | TA > Augustdorf |
| HörsteIII                  | 77043 | 01.01.1970    | A > Augustdorf und Lage (grt) |
| Hörstel                    | 61006 | 01.04.1900    | N < Riesenbeck (t); Kreis, von 1953 bis 1969 Landkreis Tecklenburg                                                                           |
| Hörstel                    | 61006 | 01.04.1932    | TA > Dreierwalde |
| Hörstel                    | 60030 | 01.01.1975    | E < Bevergern, Dreierwalde und Riesenbeck; TE < Elte und Rheine rechts der Ems; TA > Ibbenbüren; ÄK > Kreis Steinfurt                        |
| Horsthausen                | 37040 | 19.03.1858    | Landkreis, bis 1876 Kreis Bochum |
| Horsthausen                | 37040 | 01.04.1908    | A > Herne |
| HorstmarI                  | 44045 | 19.03.1858    | Landkreis, bis 1875 Kreis Dortmund |
| HorstmarI                  | 44045 | 01.10.1923    | A > Lünen |
| HorstmarII                 | 60010 | 19.03.1858    | Kreis, von 1953 bis 1969 Landkreis Steinfurt                                                                                                 |
| HorstmarII                 | 60010 | 01.10.1938    | E < Kirchspiel Horstmar |
| HorstmarII                 | 60010 | 01.07.1969    | E < Leer |
| Hörstmar                   | 77044 | 21.01.1947    | B; Landkreis, ab dem 01.10.1969 Kreis Detmold                                                                                                |
| Hörstmar                   | 77044 | 01.01.1970    | A > Lemgo |
| Horstmar, Kirchspiel       |       |               | → Kirchspiel Horstmar |
| Hostedde                   | 44046 | 19.03.1858    | Landkreis, bis 1875 Kreis Dortmund |
| Hostedde                   | 44046 | 22.11.1922    | A > Altenderne-Oberbecker |
| HövelI                     | 33032 | 19.03.1858    | Kreis, von 1953 bis 1969 Landkreis Arnsberg                                                                                                  |
| HövelI                     | 33032 | ca. 1880      | TA > Gutsbezirk Melschede |
| HövelI                     | 33032 | 30.09.1928    | E < Gutsbezirk Melschede |
| HövelI                     | 33032 | 01.01.1975    | A > Balve und SundernI (Sauerland) (grt) |
| HövelII                    | 52009 | 19.03.1858    | Kreis Lüdinghausen |
| HövelII                    | 52009 | 01.04.1939    | A > Bockum-Hövel |
| Hövelhof                   | 56011 | 19.03.1858    | Kreis, von 1953 bis 1969 Landkreis Paderborn                                                                                                 |
| Hövelhof                   | 56011 | 01.10.1958    | TE < Ostenland |
| Hövelhof                   | 56011 | 01.01.1975    | TE < Ostenland; TA > Paderborn |
| Hovestadt                  | 59045 | 19.03.1858    | Landkreis, bis 1953 Kreis Soest |
| Hovestadt                  | 59045 | 01.07.1969    | A > Lippetal |
| Hoxfeld                    | 38019 | 19.03.1858    | Landkreis, bis 1953 Kreis Borken |
| Hoxfeld                    | 38019 | 01.04.1947    | GA < > Borken |
| Hoxfeld                    | 38019 | 01.07.1969    | A > Borken |
| Höxter                     | 49041 | 19.03.1858    | Kreis, von 1953 bis 1969 Landkreis Höxter |
| Höxter                     | 49041 | 01.01.1970    | E < Albaxen, Bödexen, Bosseborn, Brenkhausen, BruchhausenIII, Fürstenau, Godelheim, Lüchtringen, Lütmarsen, Ottbergen, Ovenhausen und Stahle |
| Höxter                     | 49041 | 01.10.1971    | TA > Holzminden (Niedersachsen, Regierungsbezirk Hildesheim, Landkreis Holzminden)                                                           |
| Höxter                     | 49041 | 01.10.1971    | TE < Holzminden (Niedersachsen, Regierungsbezirk Hildesheim, Landkreis Holzminden)                                                           |

#### Hu
| Gemeinde          | Nr.   | Datum      | Maßnahme; Kreiszugehörigkeit |
| ----------------- | ----- | ---------- | --- |
| Huchzen           | 69051 | 1909       | N < Tengern (t); Kreis, von 1953 bis 1969 Landkreis Lübbecke |
| Huchzen           | 69051 | 01.01.1973 | A > Hüllhorst |
| Huckarde          | 44047 | 19.03.1858 | Landkreis, bis 1875 Kreis Dortmund |
| Huckarde          | 44047 | 10.06.1914 | A > Dortmund |
| Hücker-Aschen     | 48025 | 19.03.1858 | Landkreis, bis 1911 Kreis Herford |
| Hücker-Aschen     | 48025 | 11.01.1896 | TA > Siele |
| Hücker-Aschen     | 48025 | 01.01.1969 | A > Spenge |
| Hüffe, Gutsbezirk |       |            | → Gutsbezirk Hüffe |
| Hüffen            | 48026 | 19.03.1858 | Landkreis, bis 1911 Kreis Herford |
| Hüffen            | 48026 | 01.01.1969 | A > Bünde |
| Hüllen            | 37041 | 19.03.1858 | Landkreis, bis 1876 Kreis Bochum |
| Hüllen            | 71012 | 01.07.1885 | ÄK > Landkreis, bis 1897 Kreis Gelsenkirchen |
| Hüllen            | 71012 | 01.04.1903 | A > Gelsenkirchen |
| Hullern           | 43020 | 19.03.1858 | Kreis Coesfeld |
| Hullern           | 43020 | 1912       | TE < Kirchspiel Haltern |
| Hullern           | 58033 | 01.08.1929 | ÄK > Kreis, bis 1969 Landkreis Recklinghausen |
| Hullern           | 58033 | 01.01.1975 | A > Haltern |
| Hüllhorst         | 69023 | 19.03.1858 | Kreis, von 1953 bis 1969 Landkreis Lübbecke |
| Hüllhorst         | 82004 | 01.01.1973 | E < Bröderhausen, Büttendorf, HolsenII, Huchzen, Schnathorst und Tengern; TE < Ahlsen-Reineberg, Blasheim, HolzhausenVI, Lübbecke, Nettelstedt und Oberbauerschaft; ÄK > Kreis Minden-Lübbecke |
| Hülscheid         | 32005 | 19.03.1858 | Landkreis, bis 1953 Kreis Altena |
| Hülscheid         | 32005 | 01.01.1969 | A > Lüdenscheid, Stadt und Schalksmühle (grt) |
| Hülsten           | 38020 | 19.03.1858 | Landkreis, bis 1953 Kreis Borken |
| Hülsten           | 38020 | 01.07.1969 | A > Reken |
| Hultrop           | 59046 | 19.03.1858 | Landkreis, bis 1953 Kreis Soest |
| Hultrop           | 59046 | 01.07.1969 | A > Lippetal |
| Humfeld           | 78031 | 21.01.1947 | B; Kreis Lemgo |
| Humfeld           | 78031 | 01.01.1969 | TA > Barntrup und Dörentrup |
| Hummersen         | 77045 | 21.01.1947 | B; Landkreis, ab dem 01.10.1969 Kreis Detmold |
| Hummersen         | 77045 | 01.01.1970 | A > Lügde |
| Hundewick         | 31014 | 19.03.1858 | Landkreis, bis 1953 Kreis Ahaus |
| Hundewick         | 31014 | 01.01.1936 | TE < Wessendorf |
| Hundewick         | 31014 | 01.08.1964 | A > Kirchspiel Stadtlohn |
| Hunnebrock        | 48027 | 19.03.1858 | Landkreis, bis 1911 Kreis Herford |
| Hunnebrock        | 48027 | 01.01.1969 | A > Bünde |
| Hünningen         | 59047 | 19.03.1858 | Landkreis, bis 1953 Kreis Soest |
| Hünningen         | 59047 | 01.07.1969 | A > Ense |
| HusenI            | 42028 | 19.03.1858 | Kreis, von 1953 bis 1969 Landkreis Büren |
| HusenI            | 42028 | 01.01.1975 | A > Lichtenau |
| HusenII           | 44048 | 19.03.1858 | Landkreis, bis 1875 Kreis Dortmund |
| HusenII           | 44048 | 08.01.1914 | TE < WickedeI |
| HusenII           | 44048 | 01.04.1928 | A > Dortmund |
| Hüsten            | 33033 | 19.03.1858 | Kreis, ab 1953 Landkreis Arnsberg |
| Hüsten            | 33033 | 01.04.1941 | A > Neheim-Hüsten |
| Hüttental         | 66123 | 01.07.1966 | N < Birlenbach, Siegen, Dillnhütten, Geisweid, Langenholdinghausen, Niedersetzen, Obersetzen, SohlbachII und Weidenau; Kreis, bis 1969 Landkreis Siegen                                        |
| Hüttental         | 66123 | 01.01.1969 | E < Meiswinkel |
| Hüttental         | 66123 | 01.01.1975 | A > Siegen |

### I
| Gemeinde        | Nr.   | Datum      | Maßnahme; Kreiszugehörigkeit |
| --------------- | ----- | ---------- | --- |
| Ibbenbüren      | 61008 | 19.03.1858 | Kreis, von 1953 bis 1969 Landkreis Tecklenburg |
| Ibbenbüren      | 60031 | 01.01.1975 | TE < Brochterbeck, Hörstel, Ibbenbüren-Land, Ledde, Mettingen und Recke; ÄK > Kreis Steinfurt |
| Ibbenbüren-Land | 61007 | 19.03.1858 | Kreis, von 1953 bis 1969 Landkreis Tecklenburg |
| Ibbenbüren-Land | 61007 | 01.04.1933 | TE < Ledde |
| Ibbenbüren-Land | 61007 | 20.08.1936 | TA > Brochterbeck |
| Ibbenbüren-Land | 61007 | 01.01.1975 | A > Ibbenbüren (grt) und Mettingen |
| Ickern          | 44049 | 19.03.1858 | Landkreis, bis 1875 Kreis Dortmund |
| Ickern          | 44049 | 01.04.1926 | A > Castrop-Rauxel |
| Iggenhausen     | 42029 | 19.03.1858 | Kreis, von 1953 bis 1969 Landkreis Büren |
| Iggenhausen     | 42029 | 01.01.1975 | A > Lichtenau |
| Ihmert          | 50013 | 19.03.1858 | Kreis, von 1953 bis 1969 Landkreis Iserlohn |
| Ihmert          | 50013 | 01.08.1929 | TE < Kalle |
| Ihmert          | 50013 | 01.01.1969 | TE < Evingsen |
| Ihmert          | 50013 | 01.01.1975 | A > Hemer (grt) und Iserlohn |
| Ikenhausen      | 62025 | 19.03.1858 | Kreis, von 1953 bis 1969 Landkreis Warburg |
| Ikenhausen      | 62025 | 01.01.1975 | A > Willebadessen |
| Illingen        | 59048 | 19.03.1858 | Landkreis, bis 1953 Kreis Soest |
| Illingen        | 59048 | 01.07.1969 | A > Welver |
| Ilse            | 54030 | 19.03.1858 | Kreis, von 1953 bis 1969 Landkreis Minden |
| Ilse            | 54030 | 01.01.1973 | A > Petershagen |
| Ilserheide      | 54031 | 19.03.1858 | Kreis, von 1953 bis 1969 Landkreis Minden |
| Ilserheide      | 54031 | 01.01.1973 | A > Petershagen |
| Ilvese          | 54032 | 19.03.1858 | Kreis, von 1953 bis 1969 Landkreis Minden |
| Ilvese          | 54032 | 01.01.1973 | A > Petershagen |
| Irmgarteichen   | 66053 | 19.03.1858 | Landkreis, bis 1923 Kreis Siegen |
| Irmgarteichen   | 66053 | 01.01.1969 | A > Netphen |
| Isenstedt       | 69024 | 19.03.1858 | Kreis, von 1953 bis 1969 Landkreis Lübbecke |
| Isenstedt       | 69024 | 01.04.1955 | TA > Frotheim |
| Isenstedt       | 69024 | 01.01.1973 | A > Espelkamp (grt) und Lübbecke |
| Iserlohn        | 50014 | 19.03.1858 | Kreis Iserlohn |
| Iserlohn        | 50014 | 17.01.1883 | TE < Lössel |
| Iserlohn        | 12000 | 01.04.1907 | ÄK > Stadtkreis, ab 1953 kreisfreie Stadt Iserlohn |
| Iserlohn        | 12000 | 01.08.1929 | TE < Kalle (als Ortsteil Calle) und Oestrich |
| Iserlohn        | 12000 | 01.04.1941 | TE < Oestrich |
| Iserlohn        | 12000 | 01.10.1956 | TE < Oestrich |
| Iserlohn        | 12000 | 01.04.1971 | GA < > Letmathe |
| Iserlohn        | 84006 | 01.01.1975 | E < Hennen und Letmathe; TE < Hemer, Ihmert, Kesbern und Sümmern; ÄK > Märkischer Kreis |
| Isingdorf       | 46018 | 19.03.1858 | Kreis, von 1953 bis 1969 Landkreis Halle (Westfalen) |
| Isingdorf       | 46018 | 01.01.1963 | TA > Kirchdornberg |
| Isingdorf       | 46018 | 01.01.1973 | A > Bielefeld und Werther (Westf.) (grt) |
| Isselburg       | 38049 | 01.01.1975 | ÄK; ÄB < Kreis Rees, Regierungsbezirk Düsseldorf, Landschaftsverband Rheinland; Regierungsbezirk Münster                                                                                            |
| Isselburg       | 38049 | 01.01.1975 | E < Heelden und Vehlingen (beide: Kreis Rees, Regierungsbezirk Düsseldorf, Landschaftsverband Rheinland); TE < Wertherbruch (Kreis Rees, Regierungsbezirk Düsseldorf, Landschaftsverband Rheinland) |
| Isselburg       | 38049 | 01.01.1975 | E < Anholt, Herzebocholt und Werth |
| Isselhorst      | 35015 | 19.03.1858 | Landkreis, bis 1878 Kreis Bielefeld |
| Isselhorst      | 35015 | 01.01.1970 | A > Brackwede und Gütersloh (grt) |
| IstrupI         | 49042 | 19.03.1858 | Landkreis, bis 1953 und ab dem 01.10.1969 Kreis Höxter |
| IstrupI         | 49042 | 01.01.1970 | A > Brakel |
| IstrupII        | 77046 | 21.01.1947 | B; Landkreis, ab dem 01.10.1969 Kreis Detmold |
| IstrupII        | 77046 | 01.01.1970 | A > Blomberg |

### J
| Gemeinde                      | Nr.   | Datum      | Maßnahme; Kreiszugehörigkeit                                                 |
| ----------------------------- | ----- | ---------- | ---------------------------------------------------------------------------- |
| Jakobsberg                    | 49043 | 19.03.1858 | Landkreis, bis 1953 und ab dem 01.10.1969 Kreis Höxter                       |
| Jakobsberg                    | 49043 | 01.01.1970 | A > Beverungen                                                               |
| Jerxen-Orbke                  | 77047 | 21.01.1947 | B; Landkreis, ab dem 01.10.1969 Kreis Detmold                                |
| Jerxen-Orbke                  | 77047 | 01.01.1970 | A > Detmold                                                                  |
| Jöllenbeck                    | 35038 | 10.08.1952 | N < Niederjöllenbeck und Oberjöllenbeck; Kreis, bis 1969 Landkreis Bielefeld |
| Jöllenbeck                    | 35038 | 01.01.1973 | A > Bielefeld                                                                |
| Jöllenbeck (im Kreis Herford) |       |            | → Gohfeld                                                                    |
| Jössen                        | 54033 | 19.03.1858 | Kreis, von 1953 bis 1969 Landkreis Minden                                    |
| Jössen                        | 54033 | 01.01.1973 | A > Petershagen                                                              |

### K
| Gemeinde                  | Nr.   | Datum      | Maßnahme; Kreiszugehörigkeit |
| ------------------------- | ----- | ---------- | --- |
| Kaan                      | 66054 | 19.03.1858 | Landkreis, bis 1923 Kreis Siegen |
| Kaan                      | 66054 | 09.01.1948 | NÄ > Kaan-Marienborn |
| Kaan-Marienborn           | 66121 | 09.01.1948 | NÄ < Kaan; Landkreis Siegen |
| Kaan-Marienborn           | 66121 | 01.07.1966 | A > Siegen |
| Kachtenhausen             | 78079 | 11.12.1963 | NÄ < WellentrupII; Landkreis, ab dem 01.10.1969 Kreis Lemgo |
| Kachtenhausen             | 78079 | 01.01.1970 | A > Lage (grt) und Oerlinghausen |
| Kalldorf                  | 78032 | 21.01.1947 | B; Kreis Lemgo |
| Kalldorf                  | 78032 | 01.07.1966 | TE < Forstbezirk Langenholzhausen |
| Kalldorf                  | 78032 | 01.01.1969 | A > Kalletal |
| Kalle                     | 50015 | 19.03.1858 | Landkreis, bis 1907 Kreis Iserlohn |
| Kalle                     | 50015 | 01.08.1929 | A > Hemer, Ihmert und Iserlohn (als Ortsteil Calle) |
| Kalle (im Kreis Meschede) |       |            | → Calle |
| Kallenhardt               | 51027 | 19.03.1858 | Kreis, von 1953 bis 1969 Landkreis Lippstadt |
| Kallenhardt               | 51027 | 01.01.1975 | A > Rüthen |
| Kalletal                  | 78082 | 01.01.1969 | N < Asendorf, Bentorf, Brosen, Erder, Henstorf, Hohenhausen, Kalldorf, Langenholzhausen, Osterhagen, Stemmen, Talle, Varenholz und Westorf; TE < Bavenhausen, Heidelbeck, Lüdenhausen und Schwelentrup; Kreis, von 1952 bis 1969 Landkreis Lemgo |
| Kalletal                  | 81009 | 01.01.1973 | ÄK > Kreis Lippe |
| Kamen                     | 47030 | 19.03.1858 | Landkreis, bis 1901 Kreis Hamm |
| Kamen                     | 76030 | 17.10.1930 | NÄK > Kreis, von 1953 bis 1969 Landkreis Unna |
| Kamen                     | 76030 | 01.01.1968 | E < DerneII, Heeren-Werve, Methler, Rottum und Südkamen |
| Kapelle                   |       |            | siehe Capelle |
| Katrop                    | 59049 | 19.03.1858 | Landkreis, bis 1953 Kreis Soest |
| Katrop                    | 59049 | 01.07.1969 | A > Soest |
| Kattenstroth-Spexard      | 64027 | 10.12.1888 | N < Avenwedde (t); Kreis Wiedenbrück |
| Kattenstroth-Spexard      | 64027 | 01.04.1910 | A > Gütersloh und Spexard |
| Keddinghausen             | 42030 | 19.03.1858 | Kreis Büren |
| Keddinghausen             | 42030 | 01.04.1939 | A > Hegensdorf |
| Kelleramt                 | 32006 | 19.03.1858 | Kreis Altena |
| Kelleramt                 | 32006 | 01.04.1907 | A > Nachrodt-Wiblingwerde |
| Kellinghausen             | 51028 | 19.03.1858 | Kreis, von 1953 bis 1969 Landkreis Lippstadt |
| Kellinghausen             | 51028 | 01.01.1975 | A > Rüthen |
| Kemminghausen             | 44050 | 19.03.1858 | Landkreis, bis 1875 Kreis Dortmund |
| Kemminghausen             | 44050 | 10.06.1914 | A > Dortmund |
| Kempenfeldrom             | 49044 | 19.03.1858 | Landkreis, bis 1953 und ab dem 01.10.1969 Kreis Höxter |
| Kempenfeldrom             | 49044 | 01.01.1970 | A > Bad Meinberg-Horn |
| Keppel                    |       |            | → Allenbach |
| Kesbern                   | 50016 | 19.03.1858 | Kreis, von 1907 bis 1969 Landkreis Iserlohn |
| Kesbern                   | 50016 | 01.07.1959 | TA > Altena |
| Kesbern                   | 50016 | 01.01.1975 | A > Iserlohn (grt) |
| Kessebüren                | 47031 | 19.03.1858 | Landkreis, bis 1901 Kreis Hamm |
| Kessebüren                | 76031 | 17.10.1930 | NÄK > Landkreis, bis 1953 Kreis Unna |
| Kessebüren                | 76031 | 01.01.1968 | A > Unna |
| Kettlersteich             | 59050 | 19.03.1858 | Kreis Soest |
| Kettlersteich             | 59050 | 01.09.1925 | A > Delecke |
| Kierspe                   | 32007 | 19.03.1858 | Landkreis, bis 1953 Kreis Altena |
| Kierspe                   | 79004 | 01.01.1969 | E < Rönsahl; TE < Lüdenscheid-Land; TA > Halver; ÄK > Kreis, bis zum 30.09.1969 Landkreis Lüdenscheid |
| Kierspe                   | 79004 | 01.01.1975 | TA > Marienheide (Oberbergischer Kreis, Regierungsbezirk Köln, Landschaftsverband Rheinland) (aus Kierspe und Rönsahl) |
| Kierspe                   | 79004 | 01.01.1975 | TE < Klüppelberg (Oberbergischer Kreis, Regierungsbezirk Köln, Landschaftsverband Rheinland) |
| Kierspe                   | 84007 | 01.01.1975 | ÄK > Märkischer Kreis |
| Kirchborchen              | 56012 | 19.03.1858 | Landkreis, bis 1953 Kreis Paderborn |
| Kirchborchen              | 56012 | 01.07.1969 | A > Borchen |
| Kirchderne                | 44051 | 19.03.1858 | Landkreis, bis 1875 Kreis Dortmund |
| Kirchderne                | 44051 | 01.04.1928 | A > Dortmund |
| Kirchdornberg             | 35016 | 19.03.1858 | Kreis, von 1878 bis 1969 Landkreis Bielefeld |
| Kirchdornberg             | 35016 | 01.01.1963 | TE < Isingdorf |
| Kirchdornberg             | 35016 | 01.01.1973 | A > Bielefeld |
| Kirchhellen               | 58017 | 19.03.1858 | Kreis, von 1901 bis 1969 Landkreis Recklinghausen |
| Kirchhellen               | 58017 | 01.01.1975 | A > Bottrop (grt) und Dorsten |
| Kirchhellen               | 58036 | 06.12.1975 | N < Bottrop (t) und Dorsten (t); Kreis Recklinghausen |
| Kirchhellen               | 58036 | 01.07.1976 | A > Bottrop (grt) und Dorsten |
| Kirchhörde                | 44052 | 19.03.1858 | Landkreis, bis 1875 Kreis Dortmund |
| Kirchhörde                | 73013 | 01.04.1887 | ÄK > Landkreis, bis 1911 Kreis Hörde |
| Kirchhörde                | 73013 | 01.08.1929 | A > Dortmund |
| Kirchhundem               | 68009 | 19.03.1858 | Kreis, von 1953 bis 1969 Landkreis Olpe |
| Kirchhundem               | 68009 | 01.07.1966 | TE < Oberhundem |
| Kirchhundem               | 68009 | 01.07.1969 | E < Heinsberg, Kohlhagen, Oberhundem und Rahrbach; TE < Kirchveischede; TA > Lennestadt |
| Kirchlengern              | 48028 | 19.03.1858 | Kreis, von 1911 bis 1969 Landkreis Herford |
| Kirchlengern              | 48028 | 30.06.1929 | E < Gutsbezirk Oberbehme und Gutsbezirk Steinlake |
| Kirchlengern              | 48028 | 01.10.1937 | TA > Südlengern |
| Kirchlengern              | 48028 | 01.01.1969 | E < Häver, Klosterbauerschaft, Quernheim, Stift Quernheim und Rehmerloh; TE < Spradow und Südlengern |
| Kirchlinde                | 44053 | 19.03.1858 | Landkreis, bis 1875 Kreis Dortmund |
| Kirchlinde                | 44053 | 01.04.1928 | A > Dortmund |
| Kirchrarbach              |       |            | → Rarbach |
| Kirchspiel Beckum         | 34003 | 19.03.1858 | Landkreis, bis 1953 Kreis Beckum |
| Kirchspiel Beckum         | 34003 | 1929       | TE < Lippborg |
| Kirchspiel Beckum         | 34003 | 01.07.1969 | A > BeckumII (grt) und Neubeckum |
| Kirchspiel Billerbeck     | 43002 | 19.03.1858 | Landkreis, bis 1953 Kreis Coesfeld |
| Kirchspiel Billerbeck     | 43002 | 01.11.1920 | TA > BillerbeckI |
| Kirchspiel Billerbeck     | 43002 | 01.04.1960 | TA > BillerbeckI |
| Kirchspiel Billerbeck     | 43002 | 01.07.1969 | A > BillerbeckI |
| Kirchspiel Bocholt        |       |            | → Barlo, Biemenhorst, Hemden, Herzebocholt, Holtwick, Liedern, Lowick, Mussum, Spork, Stenern und Suderwick |
| Kirchspiel Borken         |       |            | → Borkenwirthe-Burlo, Grütlohn, Homer, Hoxfeld, Marbeck, Rhedebrügge und Westenborken |
| Kirchspiel Burgsteinfurt  |       |            | → Hollich, Sellen und Veltrup |
| Kirchspiel Coesfeld       | 43006 | 19.03.1858 | Landkreis, bis 1953 Kreis Coesfeld |
| Kirchspiel Coesfeld       | 43006 | 01.04.1931 | TA > Coesfeld |
| Kirchspiel Coesfeld       | 43006 | 31.12.1961 | TE < Coesfeld |
| Kirchspiel Coesfeld       | 43006 | 01.07.1969 | A > Coesfeld |
| Kirchspiel Dorsten        |       |            | → Altendorf-Ulfkotte |
| Kirchspiel Drensteinfurt  | 52006 | 19.03.1858 | Landkreis, bis 1953 Kreis Lüdinghausen |
| Kirchspiel Drensteinfurt  | 52006 | 01.07.1969 | A > Drensteinfurt |
| Kirchspiel Dülmen         | 43010 | 19.03.1858 | Kreis, von 1953 bis 1969 Landkreis Coesfeld |
| Kirchspiel Dülmen         | 43010 | 01.04.1929 | TA > Dülmen |
| Kirchspiel Dülmen         | 43010 | 01.04.1930 | E < Hausdülmen |
| Kirchspiel Dülmen         | 43010 | 01.04.1940 | GA < > Dülmen |
| Kirchspiel Dülmen         | 43010 | 01.07.1950 | TA > Rorup |
| Kirchspiel Dülmen         | 43010 | 01.01.1975 | A > Dülmen (grt) und Haltern |
| Kirchspiel Epe            | 31009 | 19.03.1858 | Kreis Ahaus |
| Kirchspiel Epe            | 31009 | 01.04.1898 | TA > Gronau (Westfalen) |
| Kirchspiel Epe            | 31009 | 01.04.1934 | A > Epe |
| Kirchspiel Freckenhorst   | 63005 | 19.03.1858 | Landkreis, bis 1953 Kreis Warendorf |
| Kirchspiel Freckenhorst   | 63005 | 01.04.1929 | TA > Freckenhorst |
| Kirchspiel Freckenhorst   | 63005 | 01.01.1964 | TA > Freckenhorst |
| Kirchspiel Freckenhorst   | 63005 | 01.01.1969 | A > Freckenhorst |
| Kirchspiel Gemen          | 38010 | 19.03.1858 | Landkreis, bis 1953 Kreis Borken |
| Kirchspiel Gemen          | 38010 | 01.04.1947 | TA > Borken |
| Kirchspiel Gemen          | 38010 | 01.07.1969 | A > Borken |
| Kirchspiel Haltern        | 43014 | 19.03.1858 | Kreis Coesfeld |
| Kirchspiel Haltern        | 43014 | 1912       | TA > Hausdülmen und Hullern |
| Kirchspiel Haltern        | 58031 | 01.08.1929 | ÄK > Kreis, bis 1969 Landkreis Recklinghausen |
| Kirchspiel Haltern        | 58031 | 01.04.1931 | TA > Haltern |
| Kirchspiel Haltern        | 58031 | 01.01.1975 | A > Dülmen und Haltern (grt) |
| Kirchspiel Harsewinkel    | 63010 | 19.03.1858 | Kreis Warendorf |
| Kirchspiel Harsewinkel    | 63010 | 01.04.1937 | A > Harsewinkel |
| Kirchspiel Horstmar       | 60009 | 19.03.1858 | Kreis Steinfurt |
| Kirchspiel Horstmar       | 60009 | 01.10.1938 | A > HorstmarII |
| Kirchspiel Metelen        | 60015 | 19.03.1858 | Kreis Steinfurt |
| Kirchspiel Metelen        | 60015 | 01.04.1938 | A > Metelen |
| Kirchspiel Ochtrup        | 60019 | 19.03.1858 | Kreis Steinfurt |
| Kirchspiel Ochtrup        | 60019 | 01.10.1890 | A > Ochtrup |
| Kirchspiel Oelde          | 34016 | 19.03.1858 | Landkreis, bis 1953 Kreis Beckum |
| Kirchspiel Oelde          | 34016 | 01.07.1949 | TE < Ennigerloh |
| Kirchspiel Oelde          | 34016 | 01.10.1953 | TE < Nordrheda-Ems |
| Kirchspiel Oelde          | 34016 | 01.07.1969 | A > Oelde |
| Kirchspiel Olfen          | 52013 | 19.03.1858 | Kreis, von 1953 bis 1969 Landkreis Lüdinghausen |
| Kirchspiel Olfen          | 52013 | 01.01.1975 | A > Olfen |
| Kirchspiel Ramsdorf       | 38029 | 19.03.1858 | Landkreis, bis 1953 Kreis Borken |
| Kirchspiel Ramsdorf       | 38029 | 01.04.1959 | A > Ramsdorf |
| Kirchspiel Schöppingen    | 31018 | 19.03.1858 | Landkreis, bis 1953 Kreis Ahaus |
| Kirchspiel Schöppingen    | 31018 | 01.04.1936 | TA > Heek |
| Kirchspiel Schöppingen    | 31018 | 01.07.1969 | A > Schöppingen |
| Kirchspiel Sendenhorst    | 34018 | 19.03.1858 | Landkreis, bis 1953 Kreis Beckum |
| Kirchspiel Sendenhorst    | 34018 | 01.01.1968 | A > Sendenhorst |
| Kirchspiel Stadtlohn      | 31021 | 01.08.1964 | N < Almsick, Estern-Büren, Hengeler-Wendfeld, Hundewick und Wessendorf; Landkreis Ahaus |
| Kirchspiel Stadtlohn      | 31021 | 01.07.1969 | A > Stadtlohn |
| Kirchspiel Telgte         | 55021 | 19.03.1858 | Landkreis Münster |
| Kirchspiel Telgte         | 55021 | 01.04.1904 | TA > Telgte |
| Kirchspiel Telgte         | 55021 | 01.07.1968 | A > Telgte |
| Kirchspiel Velen          |       |            | → Nordvelen, Velen und Waldvelen |
| Kirchspiel Wessum         | 31026 | 19.03.1858 | Kreis Ahaus |
| Kirchspiel Wessum         | 31026 | 01.04.1936 | A > Wessum |
| Kirchspiel Wolbeck        | 55025 | 19.03.1858 | Landkreis Münster |
| Kirchspiel Wolbeck        | 55025 | 01.04.1957 | A > Wolbeck |
| Kirchveischede            | 68010 | 19.03.1858 | Landkreis, bis 1953 Kreis Olpe |
| Kirchveischede            | 68010 | 01.07.1969 | A > Kirchhundem, Lennestadt und Olpe |
| Kirchwelver               | 59051 | 19.03.1858 | Landkreis, bis 1953 Kreis Soest |
| Kirchwelver               | 59051 | 01.04.1957 | A > Welver |
| Klafeld                   | 66055 | 19.03.1858 | Landkreis, bis 1923 Kreis Siegen |
| Klafeld                   | 66055 | 01.10.1958 | TE < SohlbachII |
| Klafeld                   | 66055 | 11.06.1963 | NÄ > Geisweid |
| Kleekamp                  | 46019 | 19.03.1858 | Landkreis, bis 1953 Kreis Halle (Westfalen) |
| Kleekamp                  | 46019 | 01.07.1969 | A > Borgholzhausen |
| Kleinenberg               | 42031 | 19.03.1858 | Kreis, von 1953 bis 1969 Landkreis Büren |
| Kleinenberg               | 42031 | 01.01.1975 | A > Lichtenau |
| Kleinenbreden             | 49045 | 19.03.1858 | Landkreis, bis 1953 und ab dem 01.10.1969 Kreis Höxter |
| Kleinenbreden             | 49045 | 01.01.1970 | A > Marienmünster |
| Kleinenbremen             | 54034 | 19.03.1858 | Kreis, von 1953 bis 1969 Landkreis Minden |
| Kleinenbremen             | 54034 | 01.01.1973 | A > Porta Westfalica |
| Kleinendorf               | 69025 | 19.03.1858 | Kreis, von 1953 bis 1969 Landkreis Lübbecke |
| Kleinendorf               | 69025 | 01.01.1973 | A > Rahden |
| Kleinenmarpe              | 77048 | 21.01.1947 | B; Landkreis, ab dem 01.10.1969 Kreis Detmold |
| Kleinenmarpe              | 77048 | 01.01.1970 | A > Blomberg |
| Klein Reken               | 38021 | 19.03.1858 | Landkreis, bis 1953 Kreis Borken |
| Klein Reken               | 38021 | 01.07.1969 | A > Reken |
| Kleusheim                 | 68011 | 19.03.1858 | Landkreis, bis 1953 Kreis Olpe |
| Kleusheim                 | 68011 | 01.07.1969 | A > Olpe |
| Kleve                     |       |            | → Cleve |
| Kley                      | 44054 | 19.03.1858 | Landkreis, bis 1875 Kreis Dortmund |
| Kley                      | 44054 | 01.04.1928 | A > Dortmund |
| Klieve                    | 51029 | 19.03.1858 | Kreis, von 1953 bis 1969 Landkreis Lippstadt |
| Klieve                    | 51029 | 01.01.1975 | A > Anröchte |
| Klosterbauerschaft        | 48029 | 19.03.1858 | Landkreis, bis 1911 Kreis Herford |
| Klosterbauerschaft        | 48029 | 01.01.1969 | A > Kirchlengern |
| Klotingen                 | 59052 | 19.03.1858 | Landkreis, bis 1953 Kreis Soest |
| Klotingen                 | 59052 | 01.01.1969 | A > Welver |
| Klüt                      |       |            | → Dehlentrup |
| Kneblinghausen            | 51030 | 19.03.1858 | Kreis, von 1953 bis 1969 Landkreis Lippstadt |
| Kneblinghausen            | 51030 | ca. 1895   | TA > Miste |
| Kneblinghausen            | 51030 | 01.01.1975 | A > Rüthen |
| Kohlhagen                 | 68012 | 19.03.1858 | Landkreis, bis 1953 Kreis Olpe |
| Kohlhagen                 | 68012 | 01.07.1969 | A > Kirchhundem |
| Kohlstädt                 | 77049 | 21.01.1947 | B; Landkreis, ab dem 01.10.1969 Kreis Detmold |
| Kohlstädt                 | 77049 | 01.01.1970 | A > Schlangen |
| Kölkebeck                 | 46020 | 19.03.1858 | Kreis, von 1953 bis 1969 Landkreis Halle (Westfalen) |
| Kölkebeck                 | 46020 | 01.01.1973 | A > Halle (Westfalen) (grt) und Versmold |
| Kollerbeck                | 49046 | 19.03.1858 | Landkreis, bis 1953 und ab dem 01.10.1969 Kreis Höxter |
| Kollerbeck                | 49046 | 01.01.1970 | A > Marienmünster |
| Königssteele              | 37042 | 19.03.1858 | Landkreis, bis 1876 Kreis Bochum |
| Königssteele              | 72014 | 01.07.1885 | ÄK > Kreis Hattingen |
| Königssteele              | 72014 | 01.04.1919 | E < Eiberg, Freisenbruch und HorstI |
| Königssteele              | 72014 | 01.04.1926 | TA > Linden-Dahlhausen und Wattenscheid |
| Königssteele              | 72014 | 01.04.1926 | A > Steele (Landkreis Essen, Regierungsbezirk Düsseldorf, Rheinprovinz) |
| KörbeckeI                 | 59053 | 19.03.1858 | Landkreis, bis 1953 Kreis Soest |
| KörbeckeI                 | 59053 | ?          | NÄ > KörbeckeI (Möhnesee) |
| KörbeckeI (Möhnesee)      | 59053 | ?          | NÄ < KörbeckeI; Landkreis Soest |
| KörbeckeI (Möhnesee)      | 59053 | 01.07.1969 | A > Möhnesee |
| KörbeckeII                | 62026 | 19.03.1858 | Kreis, von 1953 bis 1969 Landkreis Warburg |
| KörbeckeII                | 62026 | 07.08.1920 | E < Gutsbezirk Dinkelburg |
| KörbeckeII                | 62026 | 01.01.1975 | A > Borgentreich |
| Körne                     | 44055 | 19.03.1858 | Landkreis, bis 1875 Kreis Dortmund |
| Körne                     | 44055 | 01.04.1905 | A > Dortmund |
| Köterberg                 | 77050 | 21.01.1947 | B; Landkreis, ab dem 01.10.1969 Kreis Detmold |
| Köterberg                 | 77050 | 01.01.1970 | A > Lügde |
| Krechting                 | 38022 | 19.03.1858 | Landkreis, bis 1953 Kreis Borken |
| Krechting                 | 38022 | 01.01.1960 | GA < > Rhede |
| Krechting                 | 38022 | 01.08.1968 | A > Rhede |
| Kredenbach                | 66056 | 19.03.1858 | Landkreis, bis 1923 Kreis Siegen |
| Kredenbach                | 66056 | 01.01.1969 | A > Hilchenbach und Kreuztal (grt) |
| Krentrup                  | 78033 | 21.01.1947 | B; Kreis Lemgo |
| Krentrup                  | 78033 | 01.01.1969 | A > Leopoldshöhe |
| Kreuztal                  | 66120 | 17.03.1928 | NÄ < Ernsdorf; Kreis, bis 1969 Landkreis Siegen |
| Kreuztal                  | 66120 | 01.04.1930 | TE < Buschhütten |
| Kreuztal                  | 66120 | 01.12.1953 | TE < Fellinghausen |
| Kreuztal                  | 66120 | 01.01.1969 | E < Burgholdinghausen, Buschhütten, Eichen, Fellinghausen, Ferndorf, Krombach, Littfeld, Mittelhees, Oberhees und Osthelden; TE < Dahlbruch und Kredenbach                                                                                       |
| Kreuztal                  | 85007 | 01.01.1984 | NÄK > Kreis Siegen-Wittgenstein |
| Krewinkel-Wiltrop         | 59054 | 19.03.1858 | Landkreis, bis 1953 Kreis Soest |
| Krewinkel-Wiltrop         | 59054 | 01.07.1969 | A > Lippetal |
| Krombach                  | 66057 | 19.03.1858 | Landkreis, bis 1923 Kreis Siegen |
| Krombach                  | 66057 | 01.07.1964 | GA < > Eichen |
| Krombach                  | 66057 | 01.01.1969 | A > Kreuztal |
| Krommert                  | 38023 | 19.03.1858 | Landkreis, bis 1953 Kreis Borken |
| Krommert                  | 38023 | 01.08.1968 | A > Rhede |
| Kühlsen                   | 62027 | 19.03.1858 | Kreis, von 1953 bis 1969 Landkreis Warburg |
| Kühlsen                   | 62027 | 01.01.1975 | A > Bad Driburg |
| Kükenbruch                | 78034 | 21.01.1947 | B; Kreis Lemgo |
| Kükenbruch                | 78034 | 01.01.1969 | A > Extertal |
| Kump                      |       |            | → Altenderne-Niederbecker |
| Künsebeck                 | 46021 | 19.03.1858 | Kreis, von 1953 bis 1969 Landkreis Halle (Westfalen) |
| Künsebeck                 | 46021 | 01.01.1932 | TA > Steinhagen |
| Künsebeck                 | 46021 | 01.01.1973 | A > Halle (Westfalen) |
| Kunst Wittgenstein        | 65027 | 19.03.1858 | Kreis, von 1953 bis 1969 Landkreis Wittgenstein |
| Kunst Wittgenstein        | 65027 | ca. 1929   | TE < Gutsbezirk Sayn-Wittgenstein-Hohenstein |
| Kunst Wittgenstein        | 65027 | 10.08.1952 | TE < Gutsbezirk Sayn-Wittgenstein-Hohenstein |
| Kunst Wittgenstein        | 65027 | 01.01.1975 | A > Laasphe |
| Küntrop                   | 33034 | 19.03.1858 | Landkreis, bis 1953 Kreis Arnsberg |
| Küntrop                   | 33034 | 01.04.1891 | TE < Werdohl |
| Küntrop                   | 33034 | 01.01.1969 | A > Neuenrade |
| Kurl                      | 44094 | 02.09.1915 | NÄ < Courl; Landkreis Dortmund |
| Kurl                      | 44094 | 01.04.1928 | A > Dortmund |
| Küstelberg                | 40033 | 19.03.1858 | Landkreis, bis 1953 Kreis Brilon |
| Küstelberg                | 40033 | 01.07.1969 | A > Medebach |
| Kutenhausen               | 54035 | 19.03.1858 | Kreis, von 1953 bis 1969 Landkreis Minden |
| Kutenhausen               | 54035 | 01.01.1973 | A > Minden |